# Sternberg (böhmisches Adelsgeschlecht)

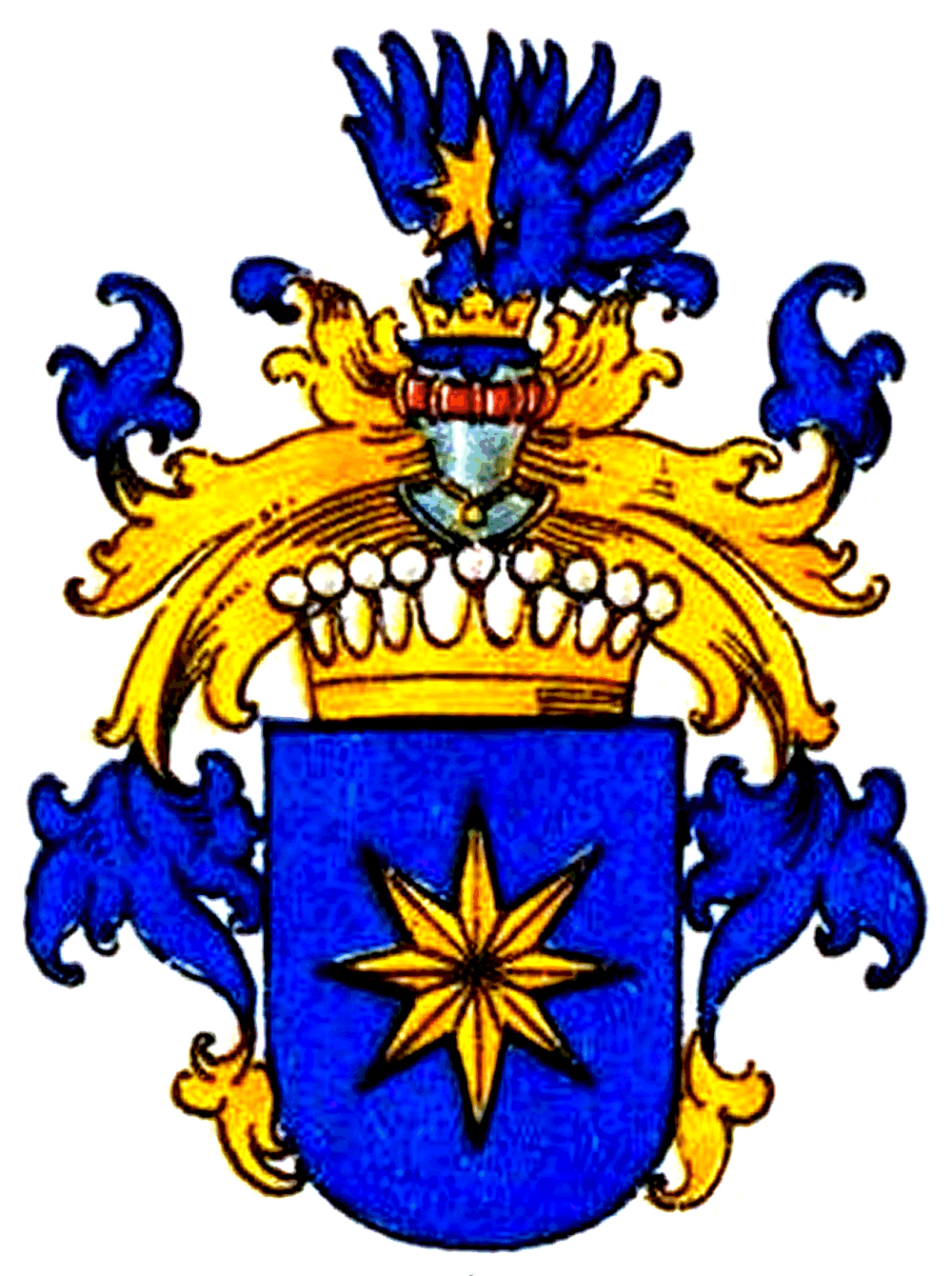
Wappen der Grafen von Sternberg

Die Herren, später Reichsgrafen von Sternberg (tschechisch Šternberkové oder ze Šternberku) sind eines der ältesten böhmischen Adelsgeschlechter, das 1167 urkundlich zuerst erscheint. Stammsitz ist bis heute die um 1242 erwähnte Burg Český Šternberk (Böhmisch Sternberg). Die Sternberg gehörten dem Böhmischen Herrenstand an und waren im Böhmischen Landtag vertreten. Sie waren eine der mächtigsten Familien im Königreich Böhmen und in der Markgrafschaft Mähren.
Ihre Nachkommen wurden am 24. Dezember 1661 zu Reichsgrafen und am 26. Juli 1662 zu böhmischen Grafen erhoben und erhielten in Mähren das Inkolat im Herrenstand am 30. Januar 1736. Durch Erbschaft fiel 1780 die reichsunmittelbare Grafschaft Manderscheid in der Eifel an die Grafen von Sternberg, deren Linie Sternberg-Manderscheid daraufhin zum Hochadel im Alten Reich zählte, jedoch 1794 diesen Besitz unter französischer Besatzung verlor, 1806 mediatisiert wurde und 1835 erlosch. Die böhmische Linie existiert bis heute.

## Geschichte
Urkundlich erscheint zuerst 1167 Zdeslav von Diwischau († 1176), Burggraf in Kaurzim und Saaz, einer der Ratgeber des böhmischen Herzogs Soběslav II. Er wird als Sohn eines Diwisch von Diwischau (Diviš z Divišova; † nach 1130) bezeichnet. Zdeslavs Neffe Bohuta von Diwischau  war von 1183 bis 1207 Kastellan von Bilin. Höhere Positionen nahmen auch Zdeslavs Enkel ein: Divisch III. war von 1220 bis 1225 Burggraf von Prachin und Obermarschall von Böhmen. Ein weiterer Enkel, Zdeslav II. († 1265), wurde königlich böhmischer Kämmerer und Mundschenk; er erbaute sich ab etwa 1241 die Burg Böhmisch Sternberg (Český Šternberk), etwa 50 km südöstlich von Prag im Tal der Sasau, die er nach seinem Wappen benannte, einem achtzackigen Stern; sich selbst benannte er nach ihr Zdeslav von Sternberg (Zdeslav ze Šternberka). Er heiratete eine Wettinerin aus dem Hause der Markgrafen von Meißen. 1253 nahm er an der Verteidigung von Olmütz gegen die Kumanen teil, wofür ihn König Ottokar II. Přemysl 1253 mit einigen Ländereien nördlich von Olmütz belohnte. Dort ließ er die Burg Mährisch Sternberg erbauen, die 1269 erstmals erwähnt wird und später zum Sitz der mährischen Linie wurde, welche im Mannesstamm 1574 erloschen ist. Der König übertrug ihm auch das Hofamt des Truchsess der Markgrafschaft Mähren (dapifer Moraviae).

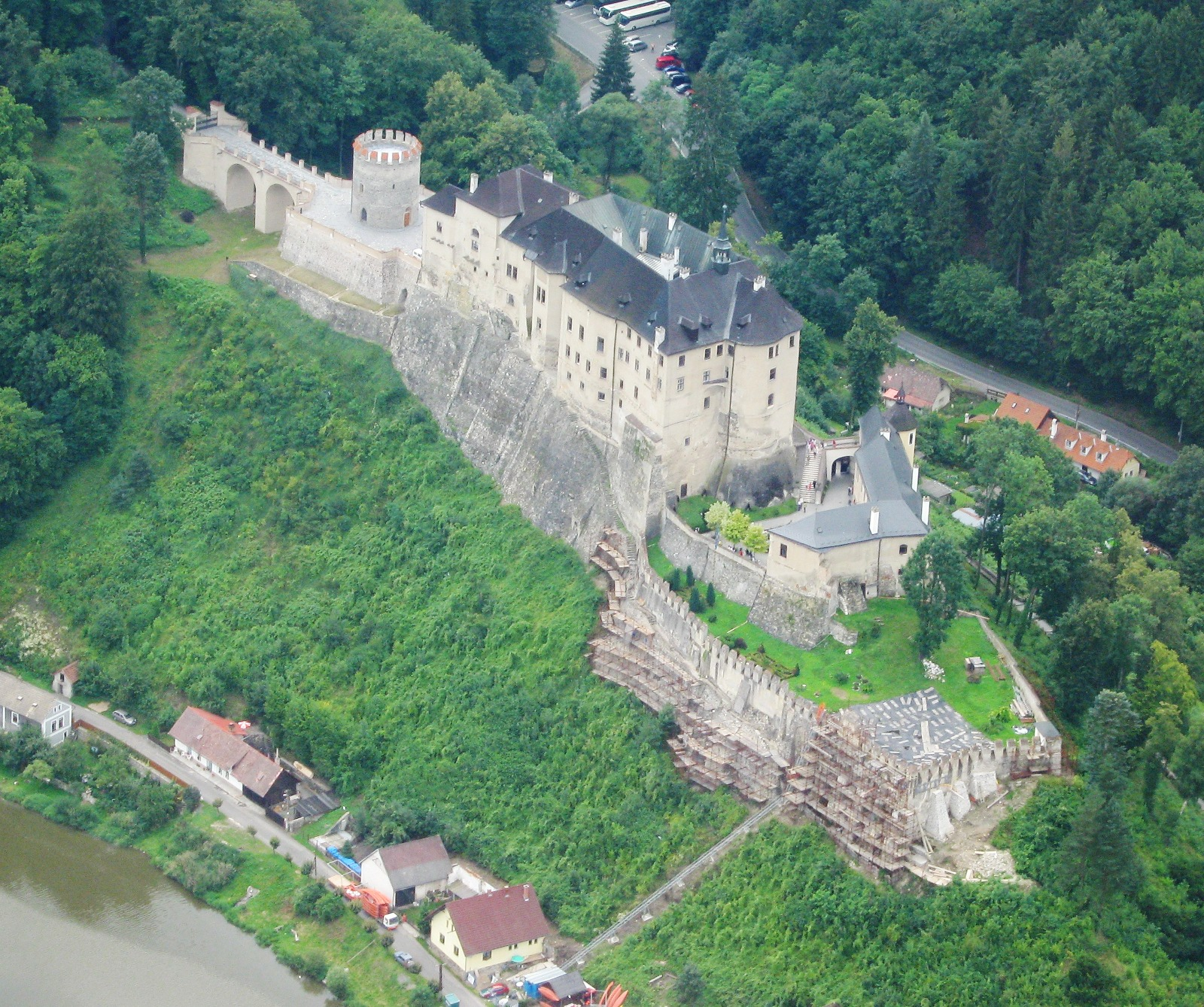
Burg Böhmisch Sternberg
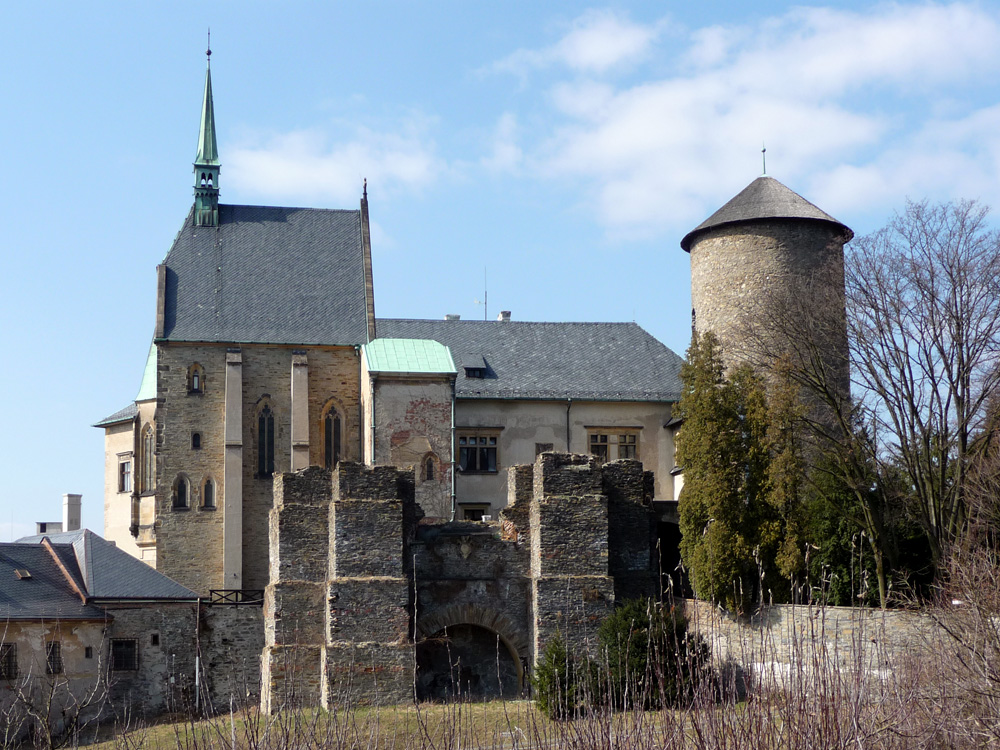
Burg Mährisch Sternberg

Mitglieder der Adelsfamilie Sternberg nahmen seit dem 13. Jahrhundert wichtige Landesämter im Königreich Böhmen ein und traten als bedeutende Mäzene und Gelehrte hervor. Sie haben die kulturelle Entwicklung Böhmens entscheidend mitgeprägt. Albrecht von Sternberg (um 1333 bis 1380) aus der mährischen Line wurde als Olmützer Domherr zu einem der Berater des böhmischen Königs (und späteren Kaisers) Karl IV. Dieser verschaffte ihm die Bischofsstühle von Schwerin und Leitomischl und erwirkte 1368 seine Ernennung zum Erzbischof von Magdeburg. Er war ein bedeutender Frühhumanist und gründete 1371 das Augustiner-Chorherrenstift Sternberg.
Während der Hussitenkriege standen Angehörige des Geschlechts auf beiden Seiten der Kriegführenden. Der Bedeutendste war Zdenko von Sternberg (1410–1474); 1452 unterstützte er die Wahl des Landesverwalters Georg von Podiebrad, Witwer seiner Verwandten Kunigunde von Sternberg, zum Statthalter Böhmens und 1458 zum König. 1461 fädelte er die Heirat von dessen elfjähriger Tochter Katharina mit dem ungarischen König Matthias Corvinus ein. 1465 kam es zum Bruch mit dem utraquistischen König Georg und Zdenko stellte sich an die Spitze der Grünberger Allianz. Georg ließ 1467 Zdenkos Burgen verwüsten, darunter Böhmisch Sternberg. 1469 proklamierte Zdenko schließlich Matthias Corvinus gegen Georg als neuen König von Böhmen; dieser ernannte ihn zum Oberhauptmann des Königreichs und stattete ihn mit einer Armee aus, mit welcher er die Utraquisten bekämpfte.
Verschiedene Familienmitglieder waren in die Wirren des Dreißigjährigen Krieges verwickelt. Adam II. von Sternberg (ca. 1560–1623) aus der Linie Bechin, Oberstkämmerer und Oberstburggraf in Böhmen, bestätigte namens der böhmischen Stände 1609 den Majestätsbrief Kaiser Rudolfs II., wodurch die Religionsfreiheit verbrieft und Glaubenszwang durch Landesherren untersagt war. Am protestantischen Ständeaufstand in Böhmen (1618) beteiligte er sich als Katholik jedoch nicht und nur sein Alter und Ansehen bewahrten ihn vor dem Prager Fenstersturz. Er ging ins Exil und starb bereits 1623, doch schützte seine Haltung die Familie später vor Konfiskationen und Vertreibung durch die Habsburger. Sein protestantischer Bruder Stephan Georg (1570–1625), kaiserlicher Kämmerer, wechselte nach der Niederschlagung des Aufstands die Seiten und denunzierte ehemalige evangelische Mitstreiter, wodurch er seinen Besitz rettete. Adams Sohn Franz Karl, oberster Landrichter, wurde 1648 gegen Ende des Krieges von den Schweden erschossen.
1661 wurden die Sternberg von Kaiser Leopold I. in den Reichsgrafenstand erhoben.

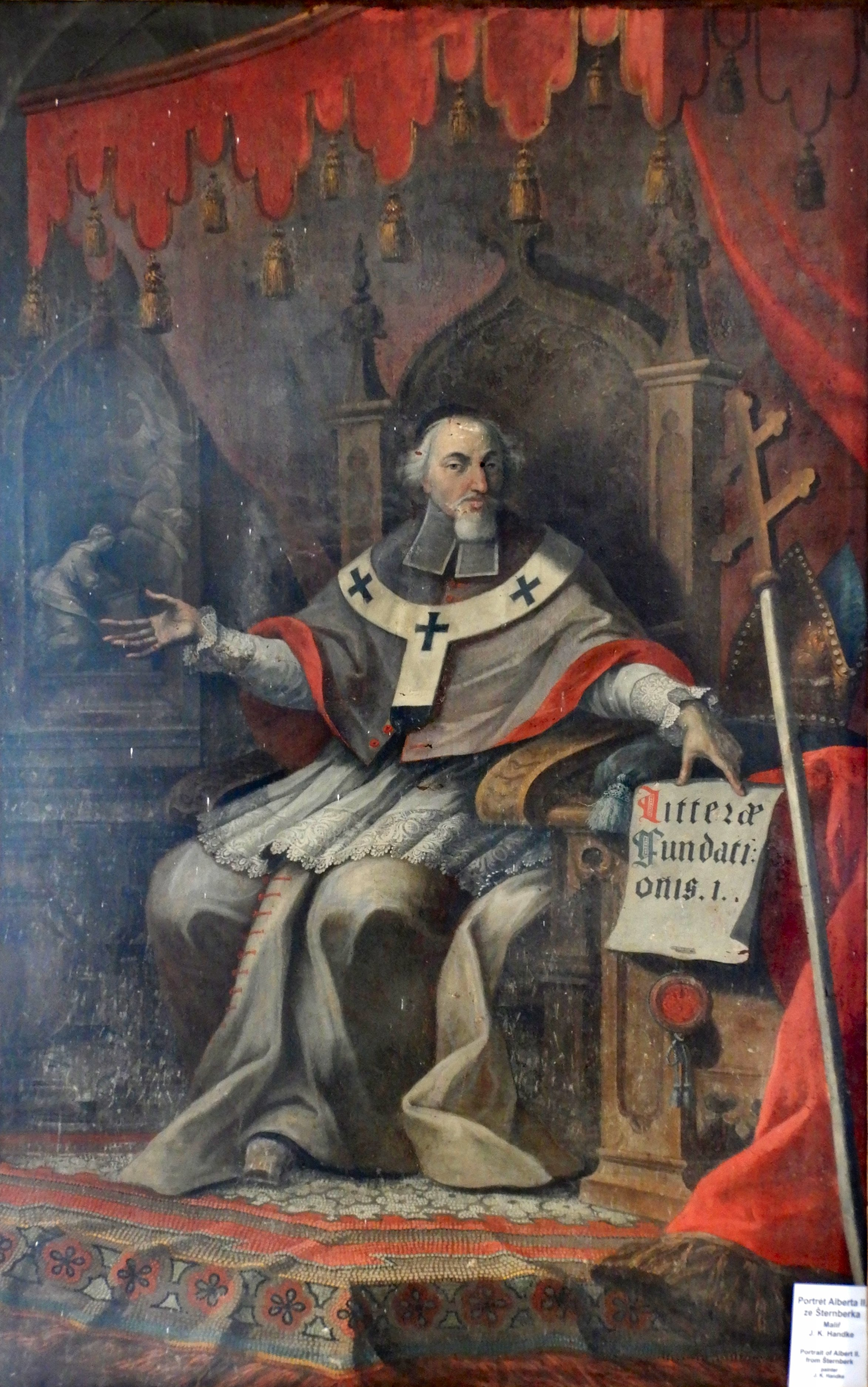
Albrecht von Sternberg (1333–1380), Erzbischof von Magdeburg
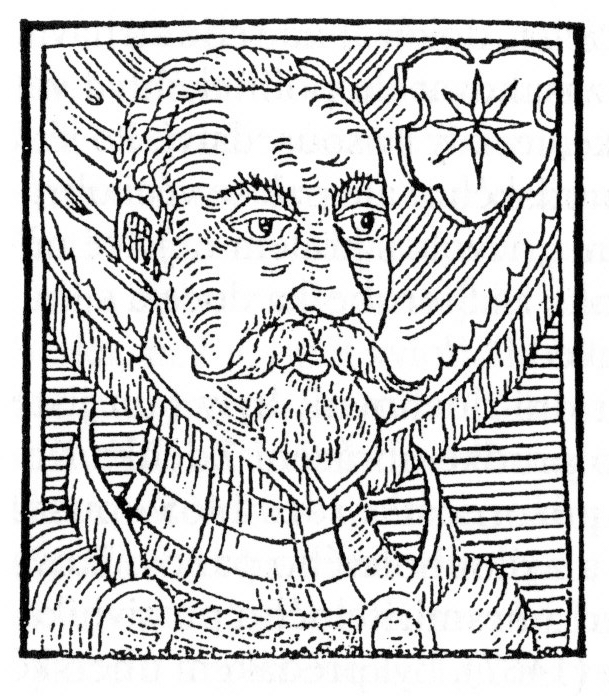
Zdenko von Sternberg (1410–1474), Armeeführer, Diplomat und Politiker
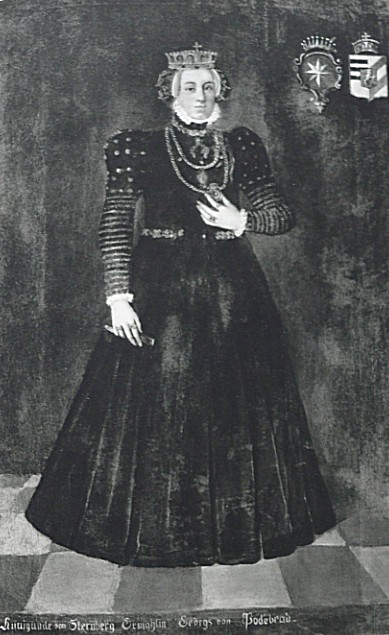
Kunigunde von Sternberg (1425–1449), Gemahlin Georgs von Podiebrad
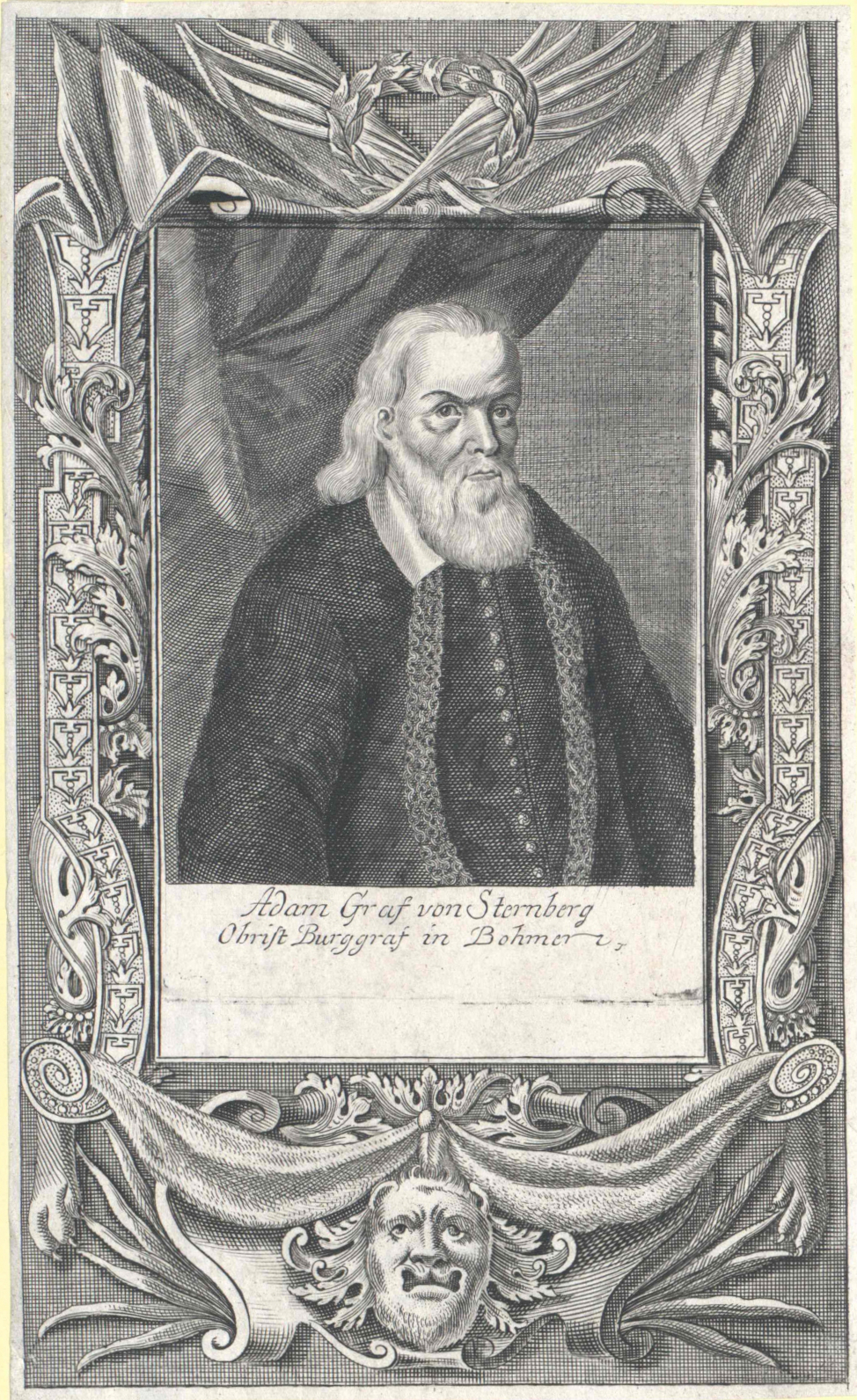
Adam II. von Sternberg (1560–1623), Oberstkämmerer und Oberstburggraf

Besitz in Böhmen und Mähren
Das Geschlecht wird zuerst 1167 mit Zdeslav auf Diwischau erwähnt, das später zu Böhmisch Sternberg gehörte.
Bedeutende Herrschaften im Besitz der Sternberger waren:
- Burg Böhmisch Sternberg, ca. 1241 nahe Diwischau erbaut, bis 1712 im Besitz der Familie, 1841 zurückgekauft, 1948 enteignet, 1991 zurückübertragen.
- Burg Mährisch Sternberg, im 13. Jahrhundert erbaut, 1397 an Peter von Krawarn vererbt.
- Burg Štamberk (Mähren), um 1280 erbaut
- Schloss Konopiště (Konopischt) mit Benešov, ab 1327 bis ins 17. Jh. (als Erben der Herren von Beneschau)
- Schloss Zelená Hora (Grünberg), von 1464 bis 1528
- Schloss Bechyně (Bechin), von 1477 bis 1530
- Schloss Zásmuky, von 1637 bis 1948 und seit 1992 bis heute
- Schloss Častolovice (Tschastolowitz), seit 1694 bis 1948 und seit 1993 bis heute
- Schloss Jemniště, 1868 bis 1948 und seit 1995 bis heute

Weiterhin kamen zeitweise in den Besitz der Sternberger folgende Herrschaften oder Güter:
Beroun, Březnice u Bechyně, Čejkovice (okres Hodonín), Chlumec (13. Jh.), Horažďovice (1622–1719), Burg Kašperk, Količín, Krupka, Burg Lukov (ab etwa 1330 bis 1511) mit dem Gut Holešov (ab etwa 1350), Lnáře (Schlüsselburg, 1564 bis 1660), Veselí nad Moravou (Ende 14. bis Anfang 16. Jh.), Pohořelice (1804–1948), Roudnice nad Labem (1453 bis 1577, als Administratoren des Erzbischofs von Prag), Smiřice (1685 bis 1747), Třešť (Triesch, 1358 bis 1493), Zábřeh (Hohenstadt an der March, ab 1343), Zbiroh (Mitte 15. bis Anfang 16. Jh.) und andere.
Seit dem 17. Jahrhundert ist der Familienzweig Sternberg von Konopiště auf Schloss Konopischt wieder römisch-katholisch; Mitglieder dieses bis heute existierenden Zweiges nahmen bis 1918 bedeutende Aufgaben im politischen und gesellschaftlichen Leben Böhmens wahr. Ab 1712 gelangte die Burg Böhmisch Sternberg in die Hände anderer Familien, doch 1841 konnte Graf Zdeniek Sternberg aus der Konopischter Linie den Stammsitz zurückkaufen, was ihm möglich wurde, weil in seiner Herrschaft Radnitz ein Steinkohlebergwerk erschlossen wurde.
Der Besitz in Böhmen und Mähren wurde nach dem Februarumsturz 1948 von der Tschechoslowakei konfisziert. Nach 1990 wurden der Familie einige Besitzungen zurückübertragen, so der Stammsitz Burg Český Šternberk mit Schloss Březina an Graf Zdeněk Sternberg und Schloss Častolovice mit Schloss Zásmuky an Diana Šternberková-Phipps, ferner Schloss Jemniště an Graf Jan Bosco Sternberg (1936–2012).

Besitz in Böhmen und Mähren
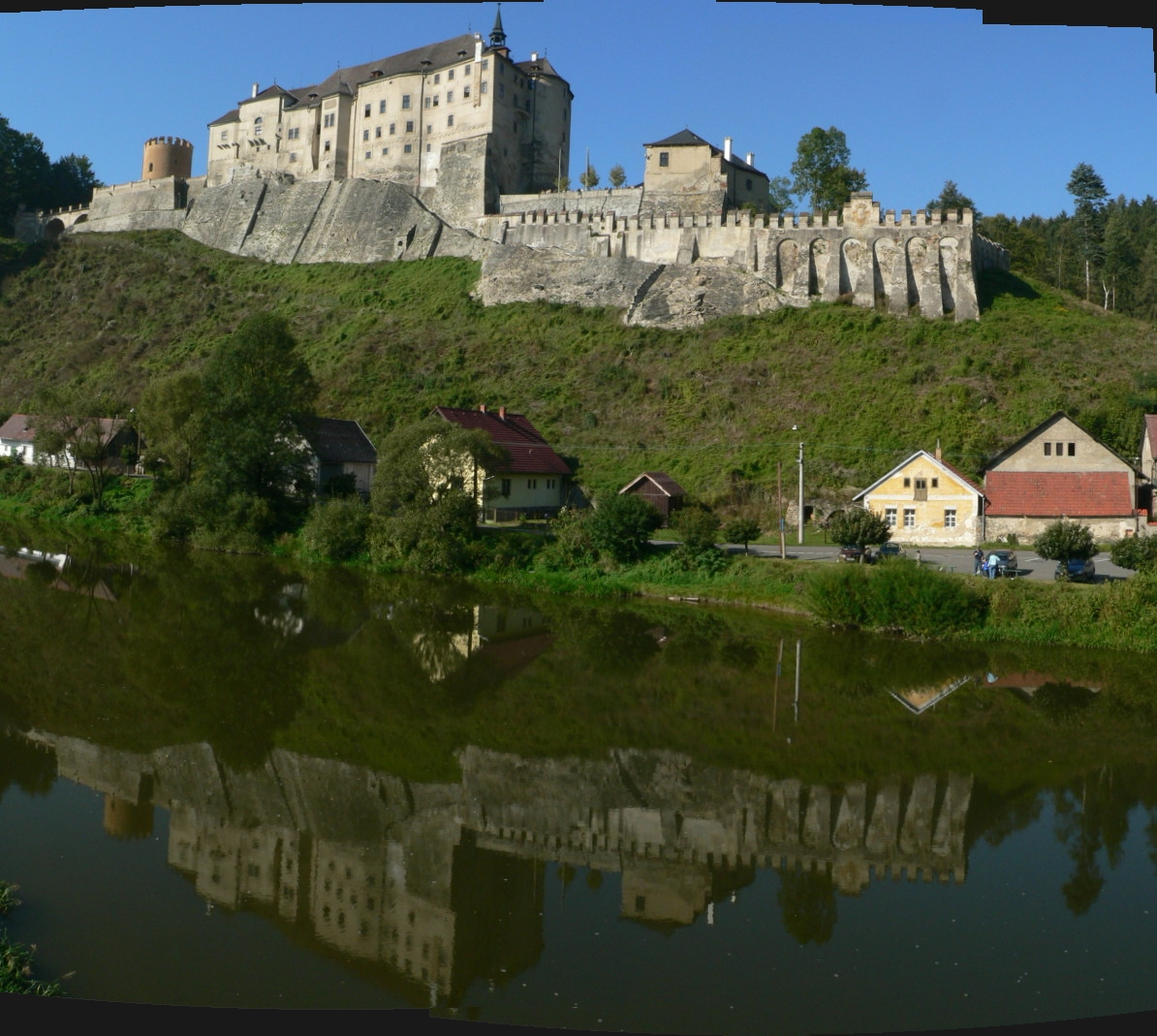
Burg Böhmisch Sternberg
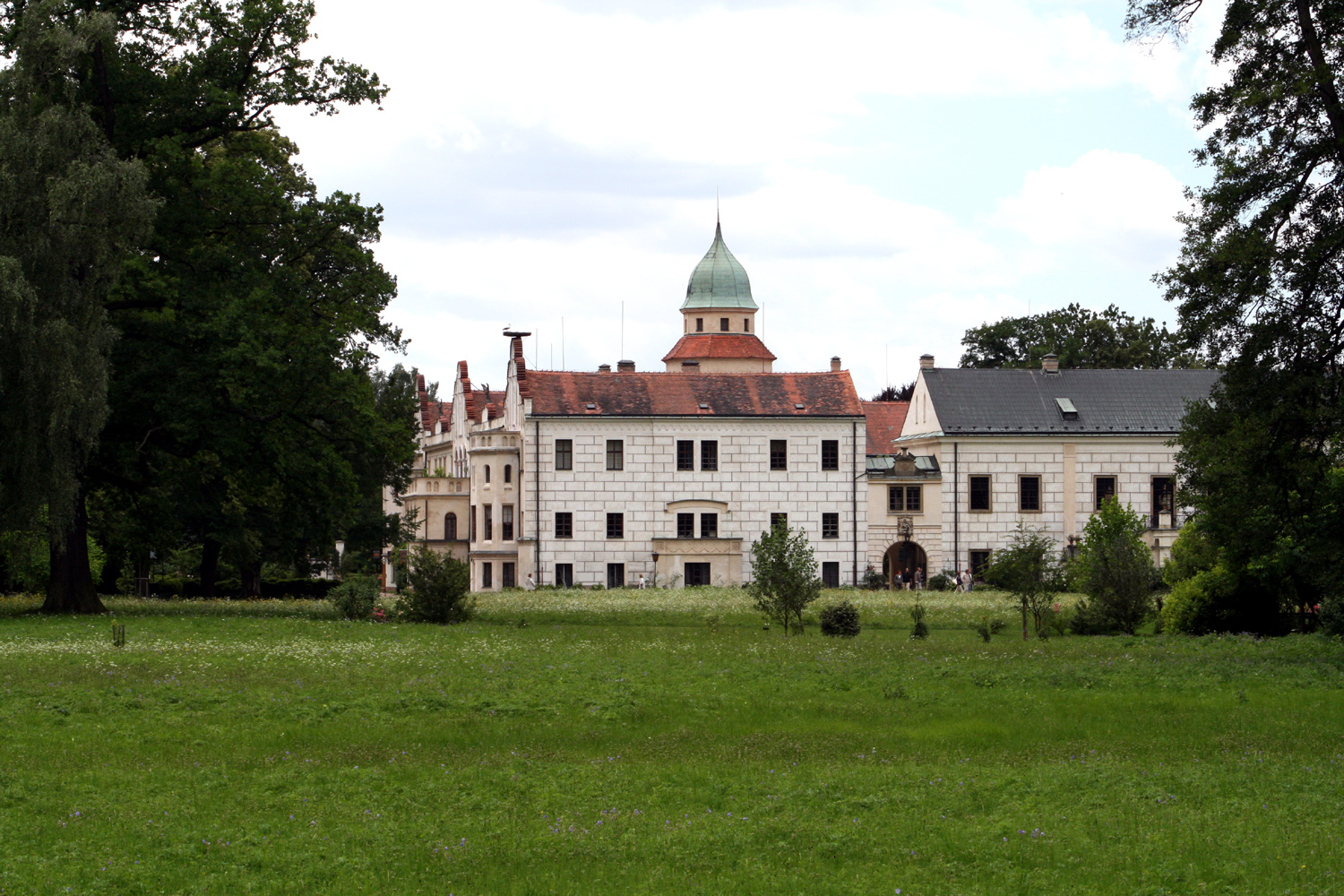
Schloss Častolovice
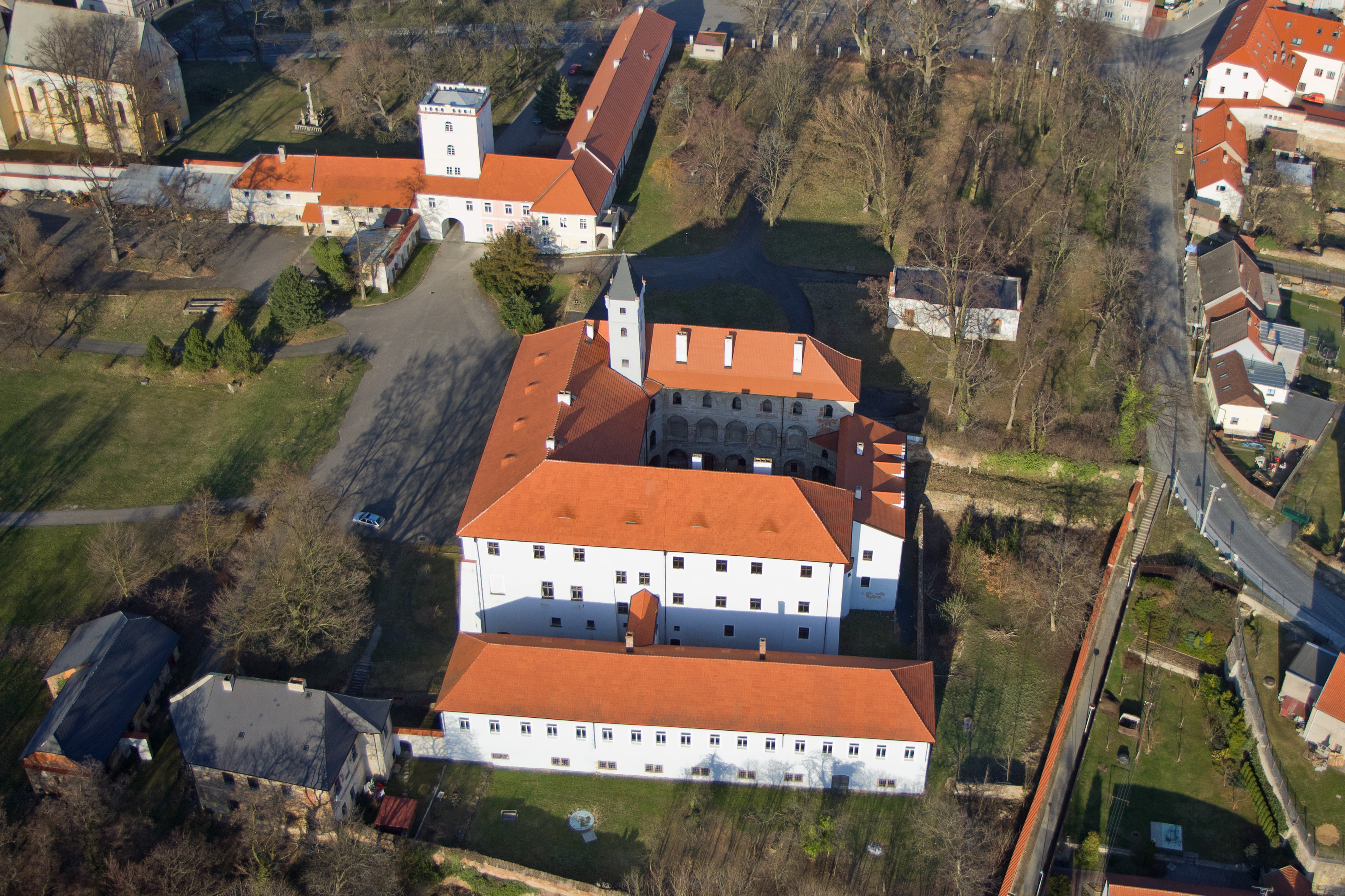
Schloss Zásmuky
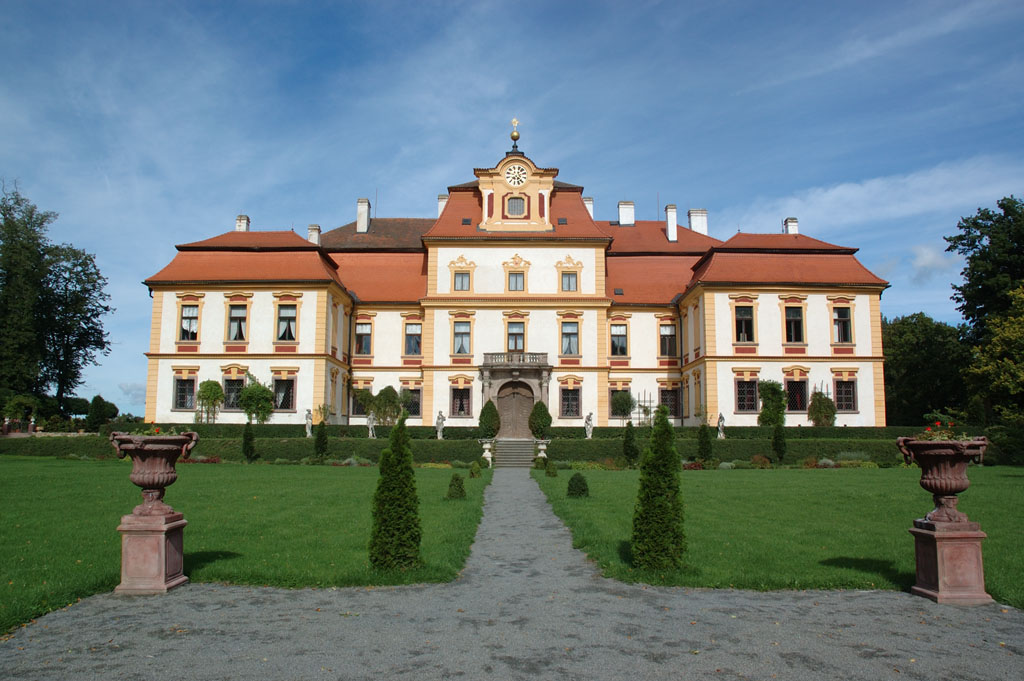
Schloss Jemniště

Lehnsherren in der Niederlausitz
In der Niederlausitz konnte die Familie im 15. Jahrhundert die Oberlehnsherrschaft über die dann Schulenburg'sche Herrschaft Lieberose, Reicherskreuz, Leeskow und Sarkow erwerben und bis um 1800 behaupten.
Reichsunmittelbare Grafschaften in der Eifel und in Oberschwaben

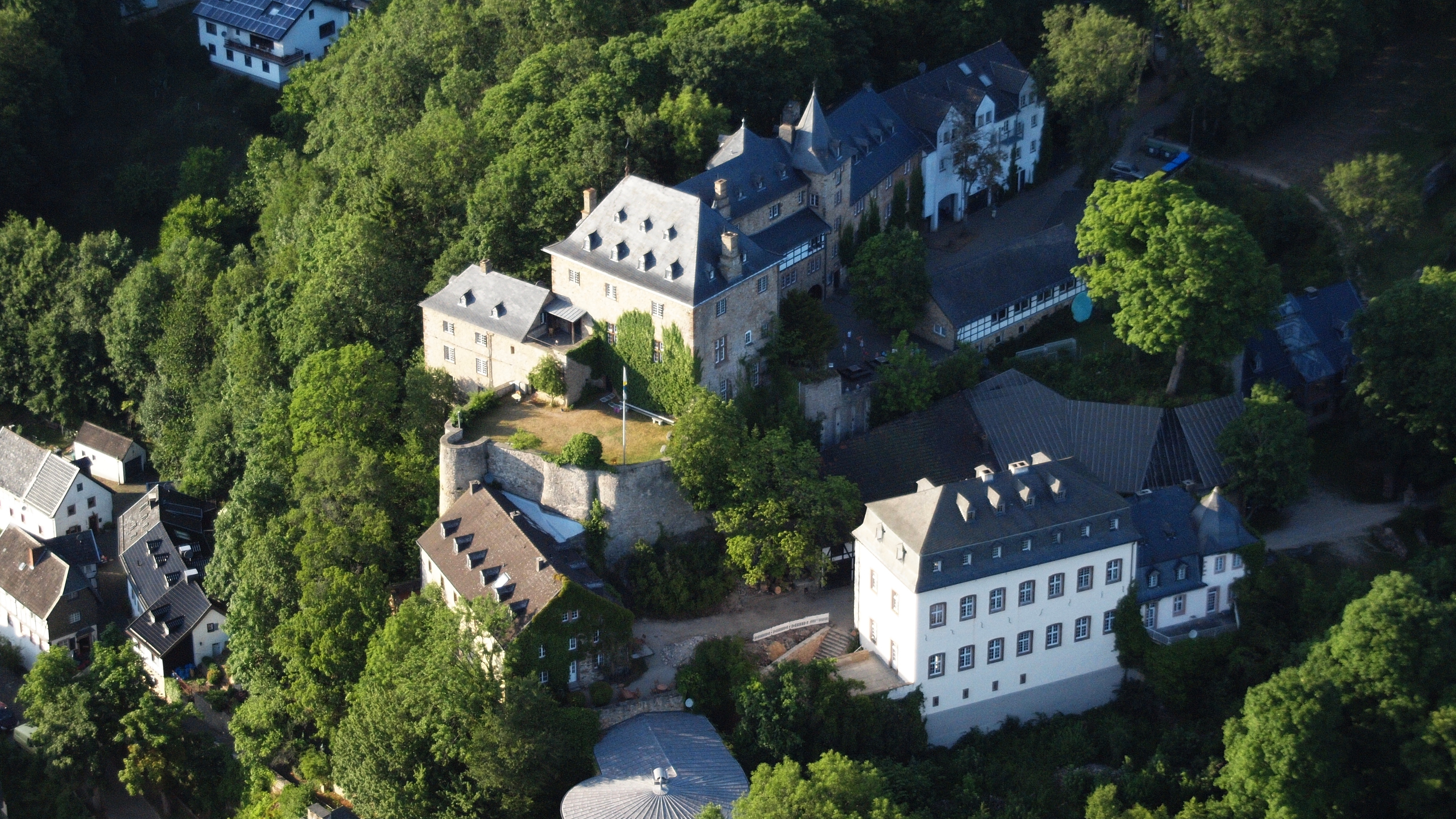
Burg Blankenheim in der Eifel, Sitz der Grafen von Manderscheid-Blankenheim

1780 fiel die Grafschaft Manderscheid-Blankenheim in der Eifel an Franz Philipp Christian Reichsgraf von Sternberg (1732–1811). Er hatte 1762 Augusta Dorothea (* 1744), die Erbtochter des letzten Reichsgrafen von Manderscheid-Blankenheim, Johann Wilhelm († 1770), geheiratet. Die Eheleute nannten sich nun Grafen von Sternberg-Manderscheid. Die Gräfin hatte einen Sitz auf der Westfälischen Grafenbank des Immerwährenden Reichstags in Regensburg inne, da die Grafschaft ein reichsunmittelbares Territorium im Niederrheinisch-Westfälischen Reichskreis bildete.
Als 1794 Französische Revolutionstruppen das Linke Rheinufer und die Eifel besetzten, verließ Gräfin Augusta die Burg Blankenheim und floh in die Heimat ihres Mannes nach Böhmen. Später versuchte sie von Prag aus ihren Besitz in der Eifel einzuklagen, dieser Versuch scheiterte jedoch. Durch den Reichsdeputationshauptschluss von 1803 wurden die Grafen von Sternberg-Manderscheid dann für den Verlust ihrer linksrheinischen Gebiete Blankenheim, Jünkerath (Junkerroth), Gerolstein und Dollendorf an Frankreich mit den oberschwäbischen Abteien Schussenried und Weißenau und deren Einkünfte entschädigt. 1806 wurden diese – ebenfalls reichsunmittelbaren – Herrschaften jedoch mediatisiert und kamen an das Königreich Württemberg. 1835 ist die Linie Sternberg-Manderscheid mit Johann Wilhelm (* 1765), säkularisierter Domherr zu Passau und Regensburg, erloschen. Im selben Jahr verkauften die Erben die beiden Klostergüter für eine Million Gulden an das württembergische Königshaus.

## Wappen

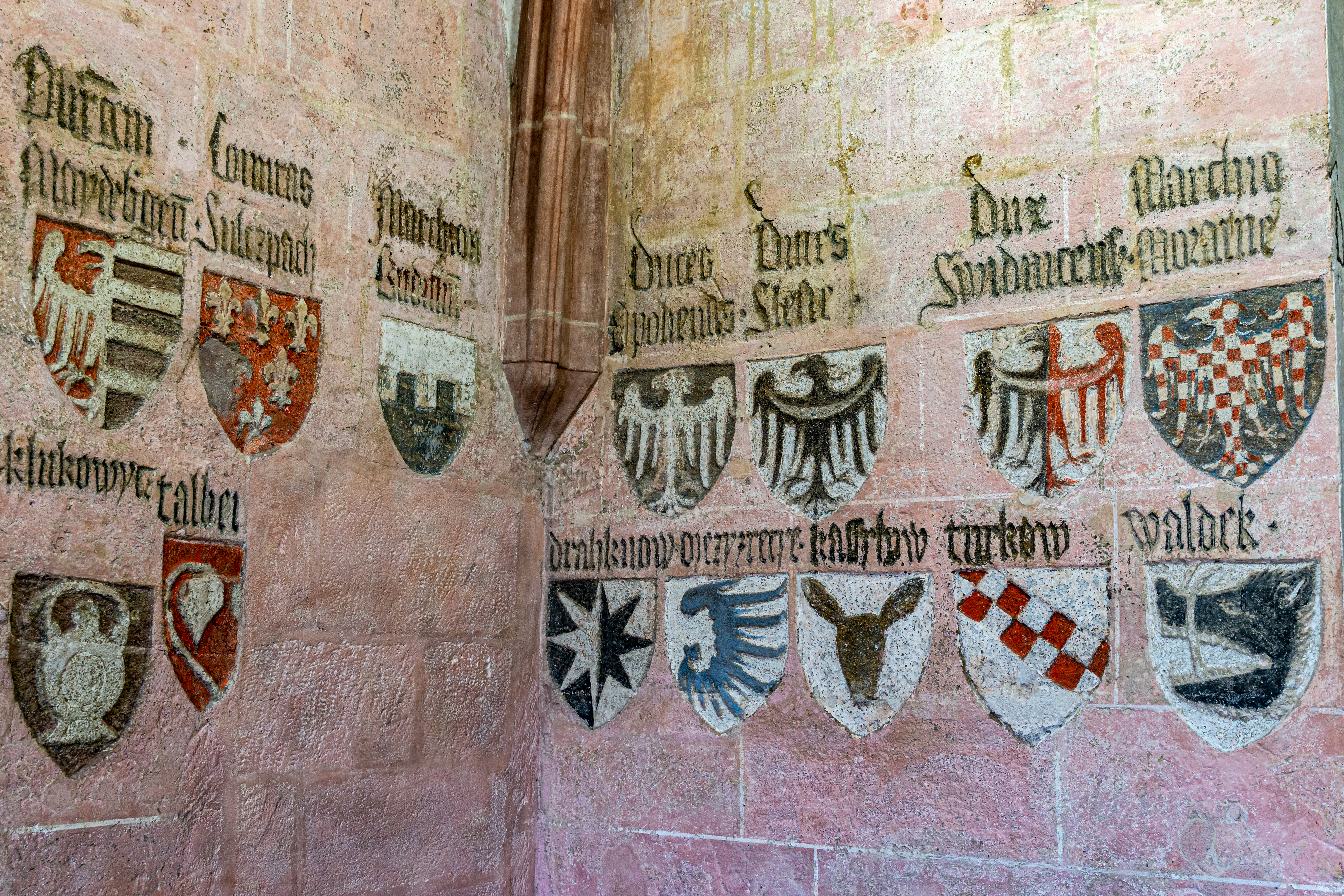
Wappensaal Wenzelschloss

Blasonierung: Das Wappen zeigt in Blau einen achtzackigen goldenen Stern, den die Legende als Stern von Betlehem interpretiert. Die Helmzier ist auf dem gekrönten Helm mit blau-goldenen Decken ein geschlossener blauer Flug, zwischen dem der Stern hervorgeht.
In der Wappengalerie der Wenzelburg in Lauf a.d. Pegnitz, entstanden als machtpolitische Repräsentation Karls IV. in »Neuböhmen« um das Jahr 1361, findet sich das sternbergische Wappen in seiner frühen Version inmitten einer Wappengruppe der vornehmsten böhmischen Herren von Ronov, von Rosenberg, von Wartenberg, von Michalowitz, von Landstein, von Hasenburg.

## Die Diwischau/Sternberg der ersten Generationen
1. Diwisch von Diwischau († nach 1130) (Diviš z Divišova) gilt als der älteste bekannte Ahne. Diwisch hatte zwei Söhne:
  1. Vom ersten nicht näher bekannten Sohn stammt
    1. Bohuta von Diwischau  (Bohuta z Divišova) ab, Kellermeister und von 1183 bis 1207 Kastellan von Bilin. Bohuta hatte vier Söhne.
      1. Peter
      2. Heinrich
      3. Bohuta
      4. Nikolaus

    2. Diwisch II. von Diwischau, von 1187 bis 1213 höchster Unterkämmerer
    3. Heinrich von Diwischau (Jindřich z Divišova) war von 1193 bis 1207 Richter in Olmütz.

  2. Sein zweiter Sohn war Zdeslav I. von Diwischau († 1176), Ratgeber des Herzogs Soběslav II., Burggraf in Kaurim und Saaz, mit Söhnen Peter und Zdeslav I. von Diwischau:
    1. Peter
      1. Divisch III. von Diwischau, von 1220 bis 1225 Burggraf von Prachin und Oberstmarschall in Böhmen
        1. Zdeslav II. von Sternberg, höchster Mundschenk
          1. Albert von Sternberg, Burggraf von Olmütz in Mähren
          2. Benesch von Sternberg
          3. Jaroslav von Sternberg († etwa 1290)
          4. Zdeslav III. von Sternberg († etwa 1290), Oberstmarschall, Burggraf von Glatz
            1. Jeschek von Sternberg
              1. Smil von Sternberg, verheiratet mit Anneliese von Raudnitz
                1. Johann von Sternberg († vor 1423)
                  1. Johann von Sternberg († nach 1465)

                2. Jaroslav von Sternberg († etwa 1415)

              2. Ulrich († zwischen 1387 und 1390), verheiratet mit Anna von Boskovic
                1. Ulrich Vladislav († vor 1397), verheiratet mit Margarethe Planská ze Žeberka

      2. Zdeslav II. von Diwischau († 1265), bezeichnete sich bereits als Zdeslav (I.) von Sternberg (Zdeslav ze Šternberka), königlicher Kämmerer und Oberstmundschenk, baute 1242 die Burg Böhmisch Sternberg. Erwarb auch Besitz in der Markgrafschaft Mähren, wo er die Burg Mährisch Sternberg erbauen ließ.

    2. Zdeslav I. von Diwischau

## Sternberg – Ast Mähren (Burg Mährisch Sternberg)

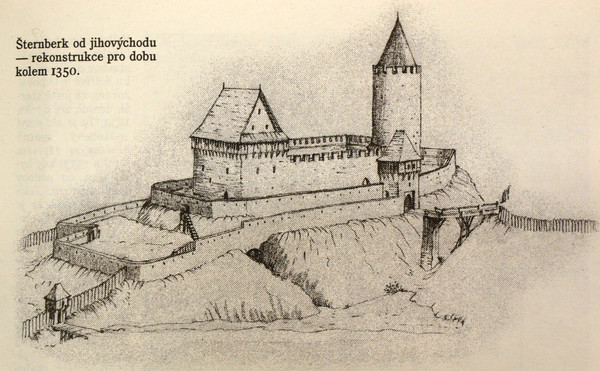
Burg Mährisch Sternberg um 1350

- Stephan Holický von Sternberg (Štěpán Holický ze Šternberka) († 1357), Hauptmann der Markgrafschaft Mähren, wurde 1322 in den Grafenstand erhoben, schenkte 1332 dem Kloster der Hl. Klara das Dorf Sternhof (Šternov) mit seinen Einkünften und ließ 1339 in der Stadt Sternberg eine Kirche erbauen. Seine Frau Katharina von Krawarn gründete einige Jahre später das Hospital vor der Stadt. In seinem Besitz waren auch Beroun, Bechyně und Količín. 1334 gehörte ihm Podiebrad als Lehen. Er hatte drei Söhne: Peter, der jung starb, Albert und Zdeniek (Zdeněk). Beide Brüder lösten 1358 Zlín aus und kauften weitere Dörfer hinzu. Zdeniek starb 1359, hinterließ einige Töchter und Sohn Peter unter Vormundschaft von Albrecht.
- Albrecht von Sternberg war Bischof im Bistum Schwerin, im Bistum Leitomischl und Erzbischof im Erzbistum Magdeburg.
- Peter Holický von Sternberg (* vor 1350; † vor dem 8. Juli 1397). Nach seiner Volljährigkeit 1367 heiratete er 1379 Anna († 1398), eine Tochter des Troppauer Herzogs Nikolaus II. aus dessen dritter Ehe mit Jutta († nach 1378), Tochter des Herzogs Boleslaw II. von Falkenberg. 1380 erbte er von seinem Onkel Albrecht die Burg Sternberg, erweiterte seine Besitztümer um Odrau, Količín und die Herrschaft Medlitz. Gemeinsam mit Peter von Krawarn erwarb er zahlreiche erbuntertänige Dörfer. Ihm hinterließ er in seinem Testament von 1397 nur die mährischen Besitzungen, darunter die Burg Mährisch Sternberg. Bechin erhielten Heinrich III. von Neuhaus und Zdeslav von Sternberg. Seine sterblichen Überreste wurden im Kloster Sternberg bestattet.

## Sternberg – Ast Böhmen (Konopiště)

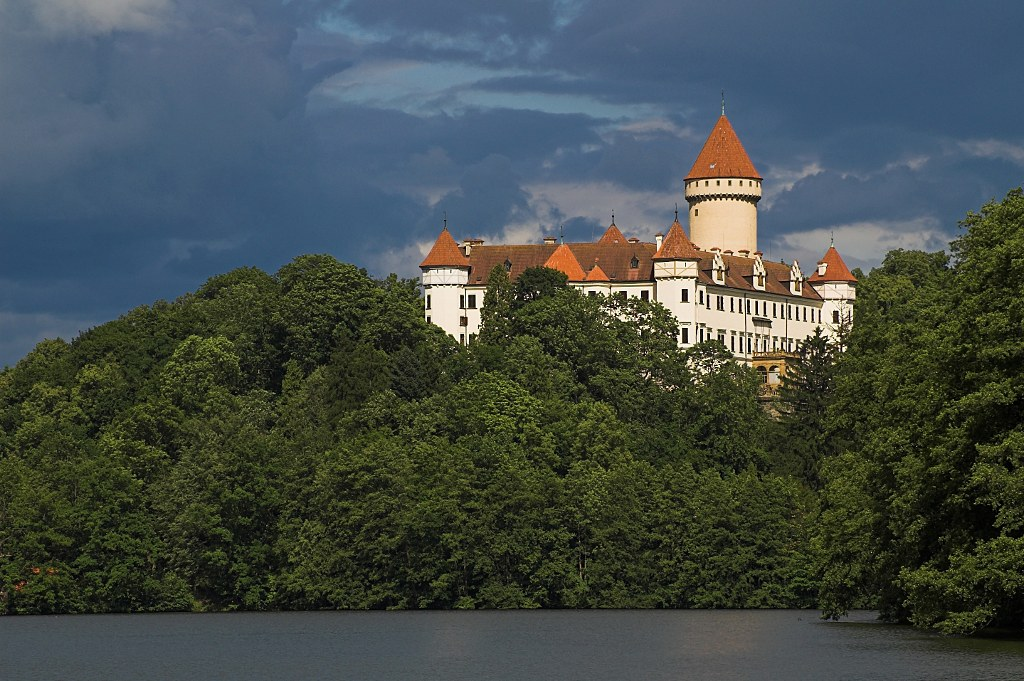
Schloss Konopiště
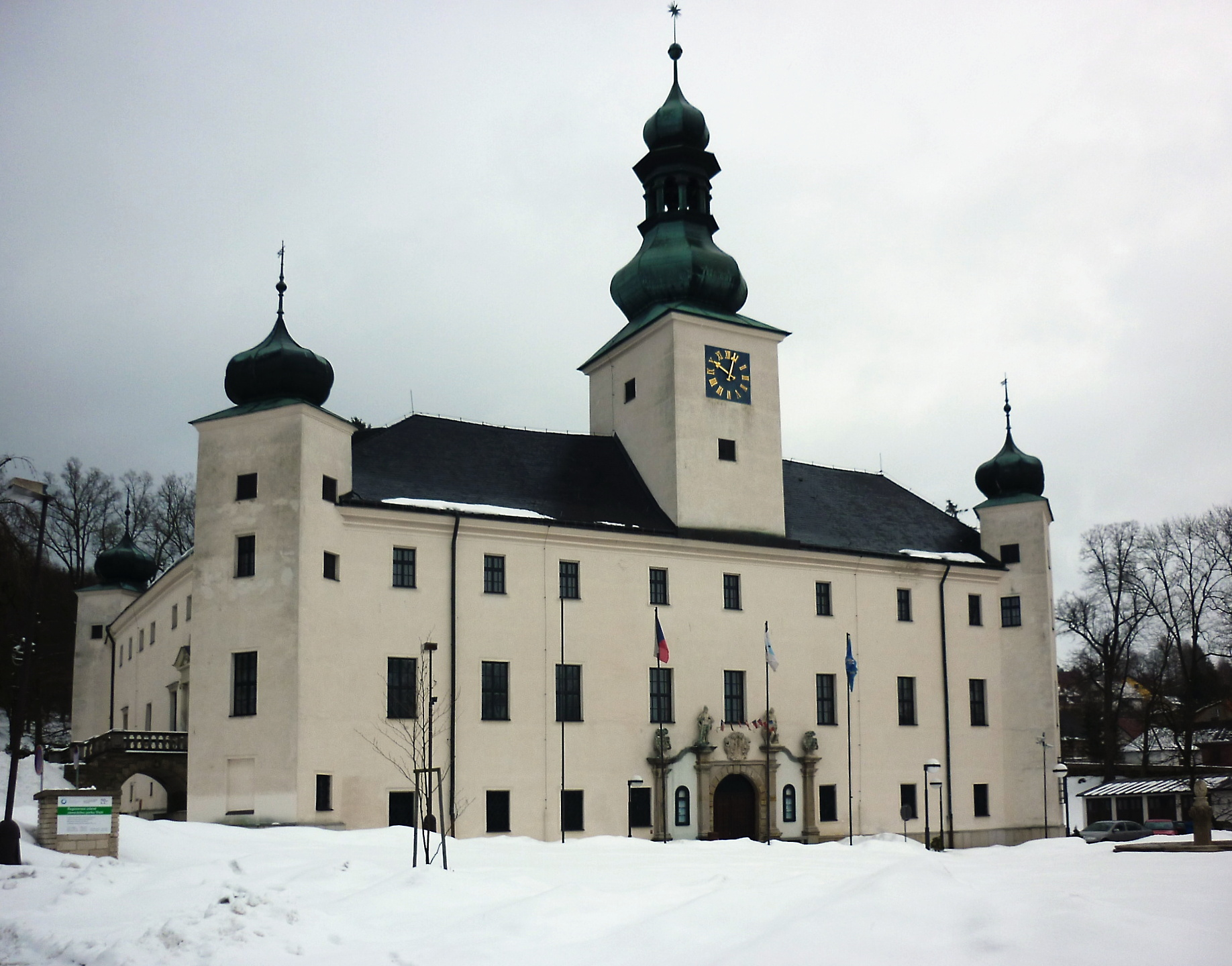
Schloss Triesch
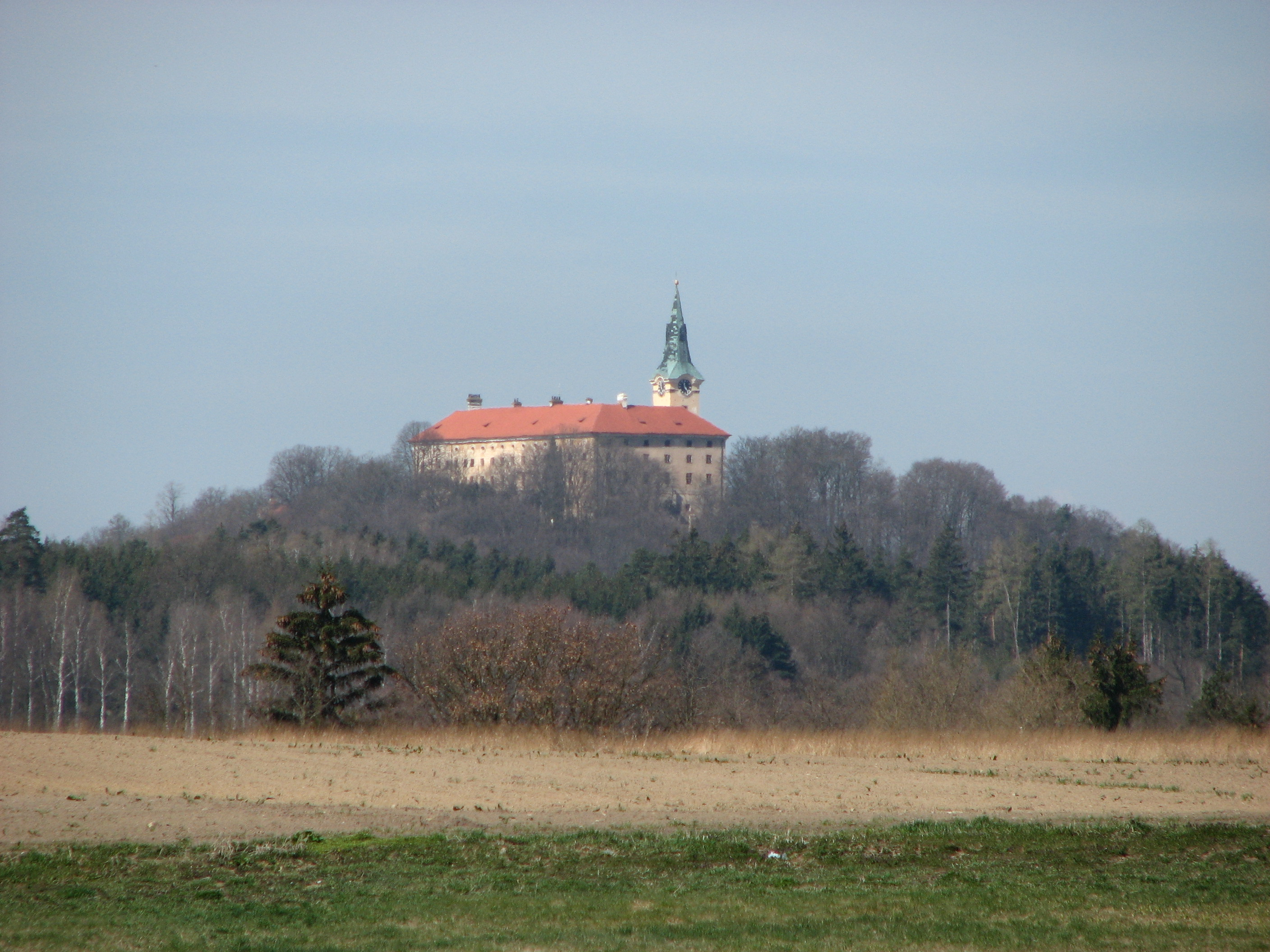
Schloss Grünberg (Zelená Hora)

Der Begründer des 1530 erloschenen Astes war Zdeslav († 1343) (auch Zdeněk von Beneschau), Sohn von Jaroslav von Sternberg († ~1290), dem Oberstmundschenk, Burggrafen von Burg Bítov und Herrn auf Böhmisch Sternberg. Um 1315 erwarb Zděslav die Herrschaft Konopischt. Er hatte vier Söhne: Peter (Petr), Zdeniek (Zdeněk), Jaroslav († 1377/80) und Johann (Jan) († nach 1327), Domherr von Prag. Die Söhne teilten die Linie in drei Äste auf:
1. Peter von Sternberg. Ihm gehörten je zur Hälfte die Stammherrschaften Sternberg und Diwischau. Nach seinem Tod erbte sein Sohn Albrecht (* 1374; † 1405) den Großgrundbesitz, unter Kaiser Karl IV. als Lehnsherr. Nachdem er kinderlos blieb, überschrieb er seine Ländereien 1401 Albert, dem Sohn seines Onkels Zdeniek.
2. Zdeniek von Sternberg (* 1339; † 1387) war von 1339 bis 1349 Prager Domherr, der keine Weihe empfangen hatte und von 1352 bis 1360 Hofrichter war; ihm gehörte seit 1358 Konopischt. 1379 beschenkte er das Kloster in Beneschau. Sein Sohn Albert (* 1385; † 1413) hielt neben Konopischt seit 1405 die Hälfte der Herrschaft Sternberg. 1413 verkaufte er Draňovice und starb kinderlos.
3. Jaroslav von Sternberg († zwischen 1377 und 1381) gehörte zur Hälfte Sternberg und Janowitz. Später kaufte er in Mähren Triesch und 1371 Kostelec u Jihlavy (Wolframs) hinzu. Er hinterließ vier Söhne Zdeněk, Markvart, Jaroslav und Albert.
  1. Jaroslav von Sternberg (* 1375; † 1405), war mit Katharina von Wlaschim verheiratet. Von seinem Vater erhielt er die Herrschaft Triesch und kaufte nach 1386 Sádek und Čepkov hinzu.
    1. Zdeslav von Sternberg († 1. November 1420) erhielt von seinem Vater Triesch und erbte 1411 Veselí, verkaufte 1415 einige Dörfer in Mähren und erhielt 1418 die Burg Světlov. Zdeslav war zweimal verheiratet. Nachdem seine zweite Frau im gleichen Jahr verstorben war, wurde für seine beiden Töchter Aleš Holický von Sternberg zum Vormund bestellt.

  2. Zdeniek von Sternberg (Zdeněk ze Šternberka) (1364–1405), hielt 1364 Psáře, von 1401 bis 1408 Diwischau und Saidschitz. 1405 wurde er zum Scharfrichter der Region Chrudim ernannt. Zdeniek starb kinderlos.
  3. Markvart von Sternberg (* 1368; † 1405) kaufte Ratschitz, Wesseli an der Lainsitz und einige weitere Dörfer, die er später wieder veräußerte. Er war verheiratet mit Anna. Die Herkunft seines Sohnes Petr Konopišťský ze Šternberka († 1420) ist ungewiss.
    1. Peter von Konopischt und Sternberg (Petr Konopišťský ze Šternberka), († 1. November 1420). Sohn Markvart von Sternberg erbte nach seinem Vater und seinen Brüdern die Hälfte des Vermögens der Sternberg von seinem Onkel Albert: Konopischt und die zweite Hälfte der Sternberg-Ländereien. 1415 heiratete er Perchta von Krawarn (Perchta z Kravař). Er war ein überzeugter Verfechter der Hussitenlehre. 1414 begleitete er Bischof Johann den Eisernen zum Konzil von Konstanz. Später nahm er an der Seite der böhmischen Königstreuen an Hussitenkriegen teil, unter anderem 1419 bei Knin, 1420 kämpfte er an der Seite des Kaisers in der Schlacht bei Sudoměř und Poříčí nad Sázavou. Er fiel in der Schlacht von Pankrac an der Seite der Heere des böhmischen Königs Sigismund. Er hinterließ zwei Söhne Peter und Zdeniek, dessen eheliche Herkunft nicht bestätigt ist, und die Tochter Elisabeth, die bereits nach 1421 starb. Sohn Peter folgte ihr 1439.
      1. Zdenko von Sternberg auf Konopischt (Zdeněk Konopišťský ze Šternberka) (* 1420; † 1476), Burggraf von Taus und höchster Hauptmann gründete die Grünberger Allianz, die gegen den König Georg von Podiebrad gerichtet war. Er war oberster Hauptmann des Gegenkönigs Matthias Corvinus. Zu seinen Besitzungen gehörten Bechyně, Böhmisch Sternberg (Český Šternberk), Konopischt, Schloss Zelená Hora (Grünberg), Burg Helfenburg, Nepomuk, Solnice, Ostromeč und Třešť.
        1. Jaroslav III. von Sternberg († 1492), Landeshauptmann in der Lausitz wurde vom päpstlichen Legaten zum Vogt der Oberlausitz ernannt. Das Amt wurde später vom König Matthias Corvinus bestätigt. Als Anführer der Lausitzer machte er sich bei seinen Untergebenen wegen seiner selbstherrlichen Herrschaft kombiniert mit Untätigkeit unbeliebt und wurde vom König Matthias 1471 abgesetzt. Vom Vater erbte er Grünberg, Třešť und halb Taus, das er 1478 verkaufte. Mit seinem Bruder eroberte er Horaschdowitz. Ab 1479 gehörte ihm Kremsier. 1490 erhält er Hoheit über Duschnik. Mit seiner Frau Elisabeth von Gera, die er 1478 heiratete, hatte er sechs Söhne.
          1. Zdeniek der Ältere (Zdeněk starší) († 1501), seit 1480 verheiratet mit Magdalene von Rabenstein (Böhmisch Aicha). Er erbte vom Vater Duschnik und Třešť, das er 1493 verkaufte.
          2. Ladislaus (Ladislav) († 18. November 1521), höchster Kämmerer und höchster Kanzler des Königreichs Böhmen, Hauptmann von Bechin, seit 1520 verheiratet mit Anna von Neuhaus. Vom Vater erbte er Grünberg, seit 1496 hielt er Rading als Pfand, vom Onkel erbte er Bechin, vom Bruder Duschnik. 1505 verkaufte er Zbiroh. Ladislaus war ein sehr gläubiger Mensch, der 1505 das lateinische Evangelium in die tschechische Sprache übersetzen ließ.[6] Laut Řehoř Hrubý z Jelení soll er das Buch Životy a řeči otcův Egyptských  (Leben und Reden der Väter Ägyptens) verfasst haben. 1507 schenkte er dem Prager Kapitel den Ort Duschnik und dessen Einkünfte. Gemeinsam mit Zdeniek Lev erhielt er die Herrschaft Ratibor. In der Lausitz gehörte ihm die Herrschaft Zossen, die er 1516 verkaufte. Wegen seiner hohen Bildung und rechtlicher Kenntnisse wurde er 1507 zum obersten Kämmerer und 1510 zum höchsten Kanzler in Prag ernannt. 1515 übte er die Funktion des Statthalters aus und nahm als Abgesandter 1519 bei der Wahl des neuen Kaisers Karl V. teil. Ladislaus starb ohne Erben.
          3. Johann II. von Sternberg († 9. September 1528). Siehe Ast Johann II.
          4. Georg (Jiří) († 1529) hielt Konopischt und starb kinderlos.
          5. Heinrich (Jindřich) († vor 1497)
          6. Albrecht († etwa 1530), Vogt in der Oberlausitz, Hauptmann des Kreises Pilsen und Miteigentümer von Grünberg. 1506 erklärte er den Pfalzgrafen den Krieg. Es folgte die Ernennung zum Hauptmann der Region Pilsen in Westböhmen und 1515 zum Vogt der Oberlausitz. 1517 gehörte ihm Tachau. 1517 verkaufte er das Amt des Vogtes. Nach der Wahl Ferdinands I. zum böhmischen König schloss er sich dessen Gegnern an und verlor dadurch 1529 Grünberg. Mit seiner Frau Lidmila von Klingstein (andere Quellen bezeichnen sie als Ludmila Mičanová z Roztok) hatte er vier Kinder.
            1. Magdalene († 28. Juni 1521), seit 1520 mit Heinrich VII. von Rosenberg verheiratet.
            2. Zdeniek, († etwa 1529)
            3. Maria, verheiratet mit Johann von Leipa
            4. Ludmila (auch Lidmila)

        2. Johann von Sternberg († 1477), wurde von seinem Vater zum Hauptmann von Iglau ernannt. Nach dessen Tod erhielt er einen Teil von Konopischt und Beneschau. Er heiratete Katharina von Eckartsau, mit der er zwei Söhne hatte, die beide kinderlos starben.
          1. Zdeniek der Jüngere († 1496)
          2. Georg (Jiřík) († 1529)

        3. Zdeslav von Sternberg (* 1463; † 26. April 1502 in Holešov), Hauptmann der Region Podebrady, kaufte 1471 Zbiroh und gemeinsam mit seinem Bruder 1477 Bechin, hielt Grünberg bis 1478 und die Hälfte von Taus und bis 1479 Kremsier. Die erbuntertänige Bevölkerung in Sobieslau soll nach alten Unterlagen besonders hart von seiner Unterdrückung betroffen gewesen sein. Er renovierte das Kloster in Bechin, baute die Kirche aus und berief den Orden der Minoriten, die sich dort ansiedelten. Er starb bei seiner Rückkehr aus Ungarn ohne Nachkommen.

  4. Albert von Sternberg (* 1377; † 1404) erhielt 1380 von der Gattin des Kaisers Elisabeth von Pommern Kostelec an der Lainsitz in Erbuntertänigkeit.
4. Johann von Sternberg († nach 1327) starb kinderlos.

## Sternberg – Ast Schlesien (Rudelsdorf)
Ansässig auf Rudelsdorf in Niederschlesien (Radzików), Landkreis Reichenbach (Eulengebirge) sowie auf Klein Ellguth im Landkreis Oels.
- Konrad Graf Sternberg-Rudelsdorf von Sarawenza und Hohenfriedeberg, geb. 6. Juli 1825

## AstJohann II. von Sternberg

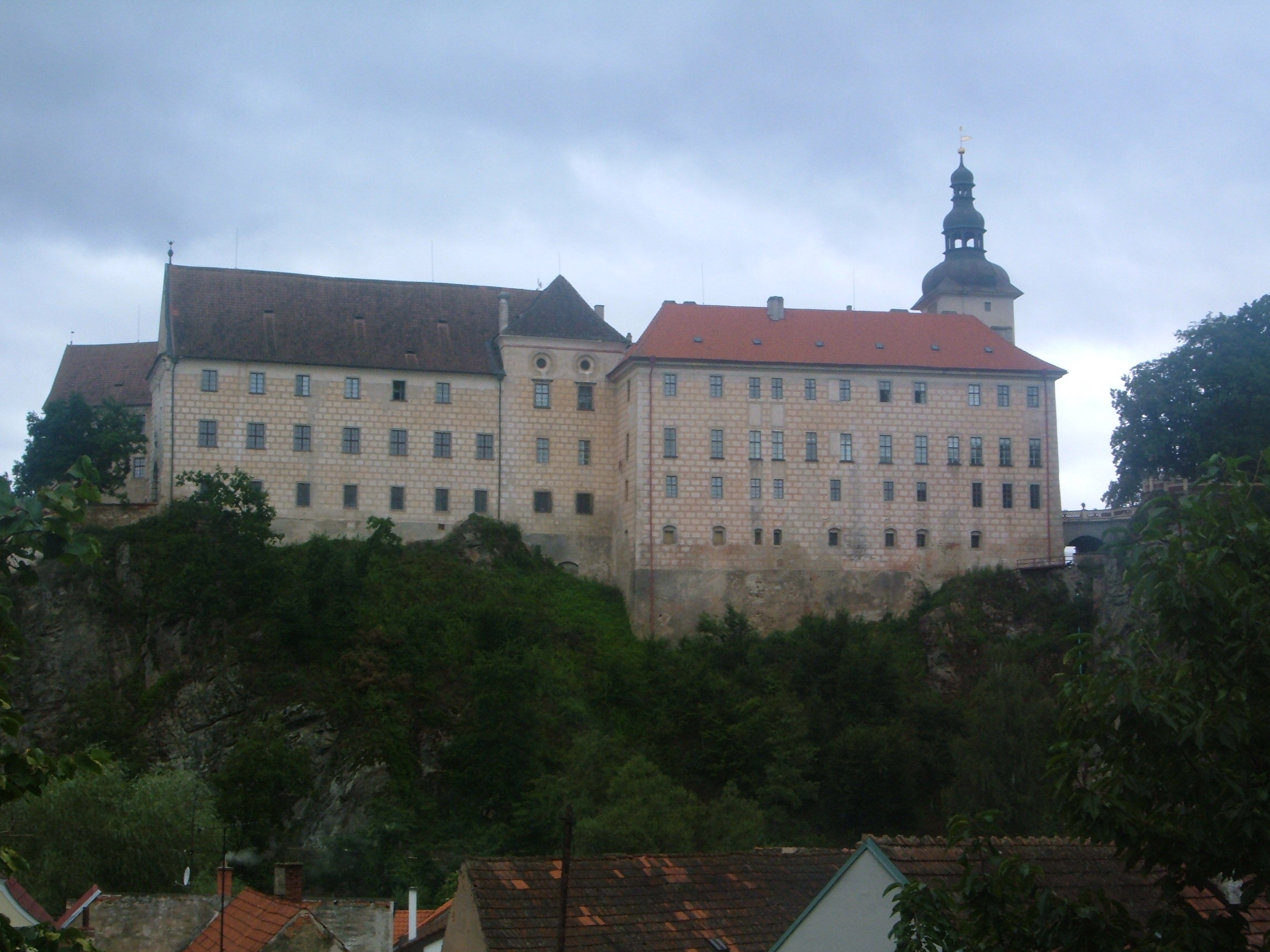
Schloss Bechyně (Bechin)

(† 9. September 1528), Hauptmann in Bechin und Burggraf auf Karlštejn, war Miteigentümer von Schloss Bechin, das ihm seit 1521 ganz gehörte. Johann war zweimal verheiratet, das erste Mal von 1492 an mit Jitka von Gutstein-Vrtba (Adelsgeschlecht), das zweite Mal seit 1518 mit Johanna von Riesenberg. Seine Söhne Jaroslav und Adam verkauften 1530 Bechin (1595 vom Urenkel Adam II. zurückgekauft).
1. Johanna († 1550)
2. Anna († 1553), verheiratet mit Peter Krabitz von Weitmühl
3. Adam I († 6. Februar 1560), 1546 bis 1549 Burggraf auf Karlstein, 1549 bis 1554 Höchster Hofrichter, 1554 bis 1560 Höchster Kämmerer des Königreichs Böhmen, 1554 bis 1560 Höchster Schreiber. Seit 1519 verheiratet mit Markéta Malovcová z Pacova. Adam erbte Konopischt von der 1530 erloschenen Konopischter Linie und erhielt Grünberg zurück. 1541 kaufte er vom Adam Lev Burg Wellartitz, konnte diese jedoch nicht halten. Er tauschte sie gegen Klenov, das er 1555 verkaufte. Vom König Ferdinand erhält er als vererbbar Štěchovice, Grünberg und Rading. Adam hatte vier Söhne und eine Tochter.
  1. Nicht näher genannte Tochter heiratete Adam Ungnad von Sonnegg.
  2. Wilhelm († 1562), seit 1540 verheiratet mit Anna von Pernstein, mit der er drei Söhne hatte, die er alle überlebte. Seine Höfe vermachte er verschiedenen Personen, die dann 1563 seinen Bruder per Urteil zugesprochen wurden.
  3. Zdeniek VI. († 1575), Kaiserrat, böhmischer Statthalter, verheiratet mit Kateřina Řepická ze Sudoměře. Er gilt als der Urgroßvater der noch lebenden Grafen von Sternberg. Seine Frau brachte Sedlec mit in die Ehe und kaufte 1555 Blatná hinzu, das er 1561 zum Teil wieder verkaufte. Er erwarb 1563 Lnáře, das er 1574 an Wolf Novohradský z Kolovrat weiterreichte. Dieser war mit seiner Tochter Judith verheiratet. Nach seinem Tod im Frühjahr 1575 wurden Blatná und andere Dörfer durch Adam verkauft.
    1. Adam II. der Ältere (Adam II. starší) (* vor 1560; † 10. April 1623 in Totschnik), Hauptmann der Prager Neustadt, von 1597 bis 1599 Hofrichter, 1603 Höchster Landrichter, 1608 bis 1618 Höchster Kämmerer des Königreichs Böhmen, 1619 Höchster Burggraf Böhmens. 1578 heiratete er Eva Popelovna von Lobkowicz 1605 Gräfin Marie Maximiliane von Hohenzollern-Sigmaringen, Witwe des Joachim Ulrich von Neuhaus. Er erhielt 1578 Sedlec. 1605 wurde er mit seinem Heer nach Ungarn gesandt. Adam war treuer Katholik, friedliebend und ein guter Verwalter seines Vermögens. 1593 kaufte er Jinín, 1596 Bechin und Želeč, 1610 Libochowitz, 1613 hälftig Planitz und Budin, 1615 schenkte ihm der Kaiser Matthias Graupen, 1617 erwarb er Schlüsselburg und 1622 Horaschdowitz. Nach den Adelsaufständen 1618 verließ er Böhmen und lebte in Deutschland.
      1. Kunhuta Elisabeth († 1631), verheiratet mit Friedrich von Pötting
      2. Johann Zdeniek († um 1623), von 1605 bis 1612 Kämmerer beim Kaiser Rudolf II. Er nahm am Aufstand teil und wurde 1623 entlassen.
      3. Katharina († nach 1623), verheiratet mit Wilhelm von Klenau
      4. Jaroslav Wolf († 15. Februar 1635 in České Budějovice (Budweis) ermordet), war Hauptmann der Region Parchen. Er war mit Maximiliana Veronika Schwihov und Riesenburg verheiratet. Seine Bildung bekam er von den Jesuiten in Neuhaus. Vom Vater erhielt er Schlüsselburg und kaufte 1623 Bělčice hinzu. 1635 wurde er bei Budweis von seinem Kämmerer hinterrücks ermordet.
        1. Eva Johanna (* 1617; † 2. November 1684 in Bischofteinitz), war verheiratet mit dem Grafen Adam Matthias von Trauttmansdorff. Vom Vater erbte sie Schlüsselburg, von der Mutter Protivín.

      5. Marie Eusebie (* 1584; † 3. April 1631 in České Budějovice), verheiratet mit dem Grafen Jaroslav Borsita von Martinic
      6. Maria Eva Elisabeth (* 1605; † 11. März 1638 in Wien), heiratete 1627 den Grafen Michael Adolf I. Althann
      7. Eufrosina
      8. Václav Kliment
      9. Anna
      10. Franz Karl Matthias (* 26. September 1612; † 9. August 1648 in Prag), Kreisrat, Hofmarschall, höchster Landrichter des Königreichs Böhmen, war verheiratet mit Lidmila Kateřina Benigna Kavková z Říčan. Neben Besitzungen seines Bruders Vojtech Ignaz Eusebius erhielt er aus dem Familienvermögen Bechin, Senseln Teile von Grünberg und Planitz. Später kamen 1649 Horaschdowitz und Sedletz hinzu, sowie Peterswald, Rothschloß und Moratitz. Teile seiner Besitzungen verkaufte er wieder zur Lebenszeit, Teile wurden nach seinem Tod verkauft. 1642 kaufte er sich ein Haus auf Hradschin in Prag. 1648 wurde er zu Ende des Dreißigjährigen Krieges von den Schweden erschossen. Seine Frau verwaltete die Güter weiter.
        1. Johann Adam († 1653)

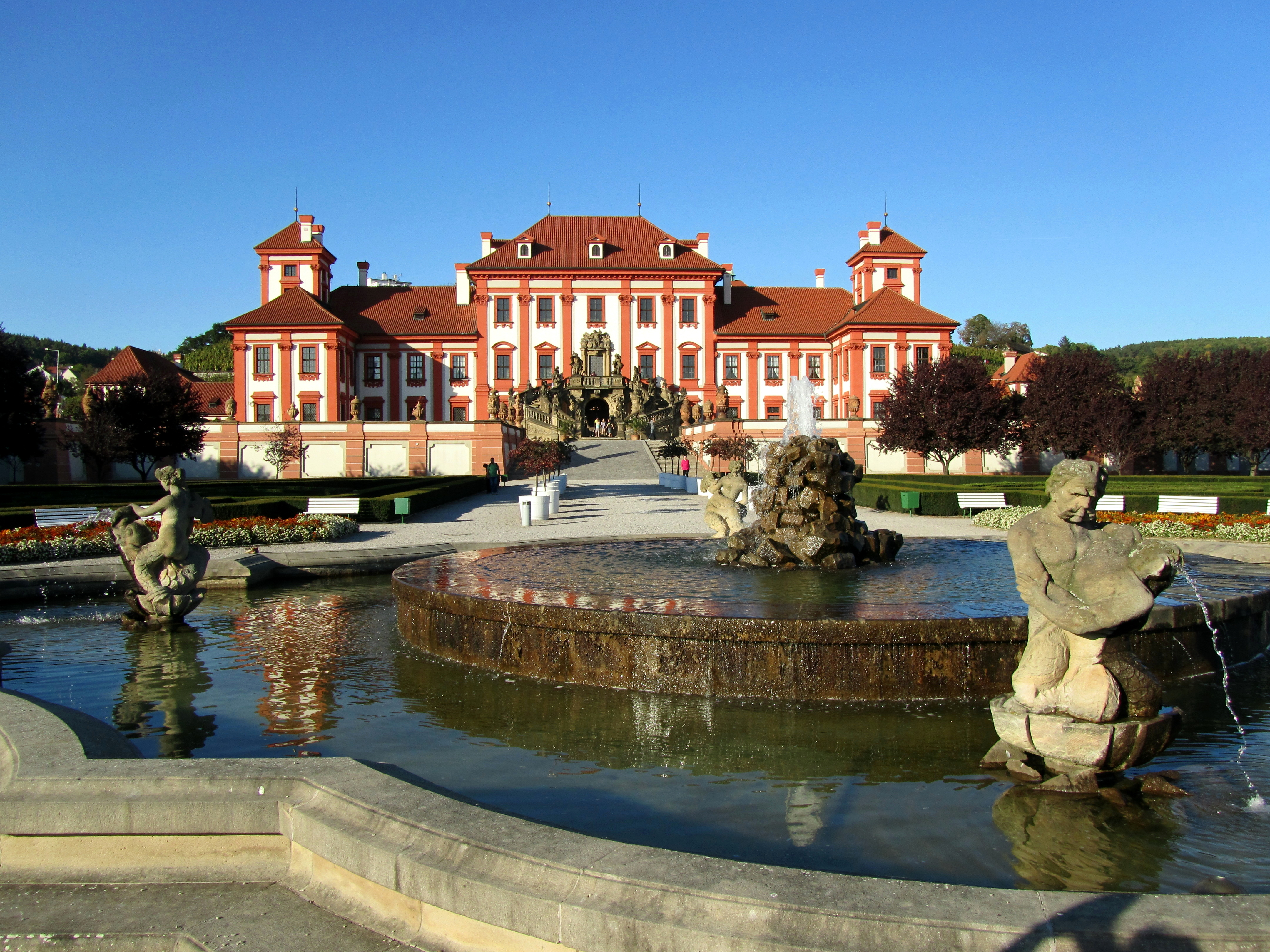
Schloss Troja, Prag

        2. Schloss Troja, PragGraf Wenzel Vojtech († 25. Januar 1708), kaiserlicher Geheimrat und Kämmerer, königlicher Statthalter, höchster Landrichter, höchster Hofmeister, höchster Hofmarschall des Königreichs Böhmen, Träger des Orden vom Goldenen Vlies, war mit Clara Bernhardine von Maltzan verheiratet. Vom Vater erbte er Teile von Grünberg, Vršovice und Zadní Ovenec, der Mutter kaufte er Budin und Libochowitz sowie weitere Ländereien ab. In Prag ließ er das Sternberghaus auf Hradschin und Schloss Trója erbauen. Da er keine Söhne hatte bestellte er seinen Onkel Franz Leopold zum Treuhänder. Seiner Frau vermachte er Horaschdowitz und Graupen.
          1. Marie Barbara († 1694/95), verheiratet mit Grafen Aloys Thomas Raimund von Harrach

        3. Graf Johann Norbert Graf († 26. September 1678 in Wien), war mit Isabella Magdalena de Porcia verheiratet. Johann Norbert erhielt Bechin und Zeltsch, von der Mutter 1666 Planá, 1672 Graupen und einen Anteil von Karlstein. 1676 nahm er Kumburk in Besitz und hielt Vršovice. Graupen, Zeltsch und Planá verkaufte er später, baute dafür Bechin aus. Er hinterließ zwei Söhne und drei Töchter.
          1. Johann Josef (* 13. Juni 1671; † 13. Juni 1700 ertrunken im Inn), verheiratet mit Gräfin Marie Violanta Terezie von Preysing, erbte von der Mutter Smirschitz und erhielt 1689 den vom Vormund gekauften Ort Hochwesseln. Mit seiner Frau und der älteren Tochter ertrank er auf der Heimreise von einem Besuch der Altöttinger Gnadenkapelle bei der Überquerung des Inn in Passau. Die meisten Höfe erbte nach ihm die Tochter Marie Theresie Violanta.
            1. Marie Violanta (* 1697; † 13. Juni 1700 ertrunken im Inn)
            2. Marie Theresie Violanta (* etwa 1699; † 29. März 1761 in Smirschitz), verheiratet mit dem Grafen Johann Leopold Paar und Johann Daniel von Gastheim

          2. Meinrad Josef († vor 1686)
          3. Marie Felicitas († vor 1684)
          4. Marie Antonie († vor 1684)

        4. Graf Ignaz Karl († 6. März 1700), kaiserlicher Geheimrat und Kämmerer, Präsident des Appellationsgerichts, war mit Polyxena Lidmila Polyxena Žďárská ze Žďáru sowie Marie Barbara von Hodice verheiratet. Ihm gehörten unter anderem seit 1665 Horaschdowitz, Sedletz und Senseln. 1667 kaufte er Pačejov hinzu, 1668 Horosedly, 1669 Opálka mit Klenau und Besdiekau sowie weitere Dörfer, von denen er einige wieder verkaufte. 1676 vermachte er alle Höfe seinem Bruder Wenzel.
        5. Maria Maximiliana
        6. Maria Barbara

      11. Vojtech Ignaz Eusebius (* nach 1613; † 9. Juni 1633), erhielt 1629 Teil von Libochovice und Budyně nad Ohří, die nach seinem Tod, da er kinderlos war, an seinen Bruder Franz Karl Matthias fielen.

    2. Paul († vor 1603), Ritter des Malteserordens
    3. Stephan Georg (Štěpán Jiří) (* 1570; † 15. Dezember 1625), Kaiserlicher Geheimrat, Präsident der Königskammer, verheiratet mit Johanna Katharina von Talmberg und Veronika von Weitmühl. Stephan kaufte 1588 Wotitz. 1593 heiratete er Veronika von Weitmühl, wurde 1595 zum Rat der Kammer ernannt, erhielt Smilkov und 1599 Chotětice mit Umgebung. Seine Ehefrau brachte 1600 Postelberg als Heiratsgut in die Ehe ein. Im gleichen Jahr verkaufte er Votice und 1601 Smilkov, dafür erwarb er 1601 Vodolice und bekam von seiner Ehefrau Leneschitz überschrieben. Es folgte die Ernennung zum Kammerpräsidenten und von 1602 bis 1623 zum Hauptmann deutscher Lehen. Von 1603 bis 1609 übte er das Amt des Unterkämmerers, danach bis 1612 des kaiserlichen Kämmerers aus. Zuletzt erwarb er 1614 Brzvany, Pátek und 1616 Mirešovice an. Obwohl evangelisch-protestantisch, war er in Glaubensfragen unschlüssig. Er setzte sich für die Erhaltung der Regierung des römisch-katholischen Königs ein, was beim böhmische Adel auf Zweifel stieß. Er nahm an dessen Standesaufstand 1618 teil, wechselte aber nach der Schlacht am Weißen Berg die Seiten. Da er ehemalige evangelisch-lutherische Mitstreiter denunzierte, durfte er sein Erbrecht für seine Besitzungen behalten.
      1. Adam „der Jüngere“ († 11. Juni 1633), seit 1615 verheiratet mit Gräfin Polyxena von Waldstein, die 1620 starb und seit 1624 mit Elisabeth Maria Eliška Magdalena von Vrtba. Adam, Kreisrat und Hauptmann von Saaz, erhielt nach dem Tod seines Vaters Vodolice und Pátek.
        1. Johann Stephan († vor 1656), war mit Alžběta Wratislavová z Mitrowicz verheiratet. Er tauschte Vodolice für Mirešovice ein, das er 1643 verkaufte. 1645 trat er seine restlichen Höfe an Gläubiger ab. Einzig Pátek erbte seine Frau, die es 1658 ebenfalls verlor.
        2. Veronika Polyxena, * 1625; † 1659; m.Gf Bernard Ignác Bořita z Martinitz (* 1603 † 7. Januar 1685)

      2. Marie Elisabeth († 1654), vermählt mit Jan Záruba z Hustířan
      3. Franz Maxmilian († 1650), verheiratet mit Maximiliana von Jungen
      4. Johann Rudolf (* 28. Januar 1601 in Prag; † 21. März 1638), verheiratet mit Helena Eustachie Křinecká z Ronova. Er erbte Teile von Postelberg und kaufte Vodolice hinzu. Beides tauschte er 1637 gegen Zásmuky ein.
        1. Stephan Georg (* vor 1626; † 4. Juni 1706), Leutnant, starb kinderlos.
        2. Ulrich Adolf Vratislav (* um 1627; † 4. September 1703 in Prag) heiratete 1654 Gräfin Anna Luzie Slavata von Chlum und Koschumberg und wurde 1661 in den Grafenstand erhoben. Es folgte die Erhebung zum Geheimrat, Träger des Ordens vom Goldenen Vlies, zum höchsten Burggrafen und königlichen Statthalter. Nach dem Aussterben des Geschlechtes der Slavatas erhielt er Serowitz und Stráže, erwarb 1694 Častolovice, Cerhenice und Předboř. Für Sasmuk und Tschastolowitz richtete er am 21. Januar 1701 Treuhandschaft ein.
          1. Marie Anna Klára († 1699), verheiratet mit Grafen Johann Wilhelm Kaunitz
          2. Maria Eleonore (* 1656; † 2. Dezember 1706), verheiratet mit Dominik Andreas I. von Kaunitz
          3. Marie Renate (* 1658; † 17. Februar 1724), verheiratet mit Graf Karl Joseph Paar
          4. Franz Karl
          5. Josef (* 1667)
          6. Marie Josephine (* 31. Oktober 1668; † 28. Dezember 1747), heiratete am 6. April 1697 Graf Jiří Adam Bořita von Martinitz
          7. Marie Karola Josefa (* um 1670; † 9. April 1754), heiratete am 9. März 1692 Fürst Johann Anton II. Josef von Eggenberg
          8. Marie Theresie (* nach 1671) war verheiratet mit Graf Johann Maximilian von Thun-Hohenstein
            1. Maria Anna von Thun-Hohenstein (1698–1716), verheiratet mit Josef Johann Adam von Liechtenstein

          9. Franz Damian Jakob Josef von Sternberg (* 26. Juli 1676 in Wien; † 15. Mai 1723 in Častolovice), seit dem 25. November 1699 verheiratet mit Gräfin Marie Josefa von Trauttmansdorff
            1. Nachkommen: Grafen von Sternberg-Manderscheid
            2. Franz Philipp von Sternberg

          10. Franz Leopold von Sternberg (* 9. Juli 1680 in Prag; † 14. Mai 1745 in Serovice), verheiratet mit Maria Anna Johanna von Schwarzenberg
            1. Johann Nepomuk von Sternberg (* 1713; † 1798), verheiratet mit Marie Anna Josefa Krakovská z Kolovrat
              1. Johann Nepomuk von Sternberg (* 1753; † 1798)
              2. Joachim von Sternberg (* 1755; † 1808)
              3. Kaspar Maria von Sternberg (* 1761; † 1838)

      5. nicht näher genannte Tochter (* 2. Juli 1602)
      6. Wilhelm Jaroslav (* 15. Februar 1605)

    4. Johann († 6. Mai 1595), Landeshauptmann von Leitmeritz, verheiratet mit Bonuše z Veitmile und Gräfin Apolonie von Waldstein. Bonuše brachte Auscha mit in die Ehe.
      1. Zdeniek († 1617)

    5. Ladislaus V. († etwa 1577), Ritter des Malteserordens
    6. Judith († 1617), verheiratet mit Wolf Novohradský z Kolowrat
    7. Albrecht († 1592 erschossen in Písek)
    8. Wenzel (Václav) († 1635), verheiratet mit Johanna von Hertenberg und Helena Hozlauer von Hozlau. Er hielt zunächst Opálka, kam jedoch später um die Ländereien. Seine Frau brachte Budyně (Budin) in die Ehe. Wegen seiner Beteiligung am Ständeaufstand 1918 wurde er zum Lehen verurteilt. Nachdem er 1624 das Lehen Saaz seiner zweiten Frau Helene verkaufte, wurde es ihm abgenommen. Er erbte von seinem Cousin Andreas die Hälfte von Grünberg, das er 1630 für eine Lebensrente verkaufte. Wenzel starb kinderlos.

  4. Ladislaus II. (Lacek), († 7. Juli 1566) in Nepomuk. Er war Kämmerer des Erzherzogs Ferdinand II. (Tirol) und seiner Söhne. Durch seine Heirat mit Kateřina z Lokšan 1558 war er mit seinem Dienstherrn verwandt. Seit 1560 hielt er Křivoklát als Pfand.[7] 1563 erhielt er die Hälfte von Grünberg, das er schließlich ganz besaß. Zudem kaufte er einige Höfe und Dörfer hinzu. Nach seinem Tod verwaltete seine Frau als Treuhänderin der Kinder Pibrans, kaufte weitere Dörfer hinzu, verkaufte 1752 Opálka und heiratete Georg Popel von Lobkowicz. Am 6. Mai 1590 wurde sie die von ihrem geisteskranken Sohn Ferdinand getötet. Nach dem Tod von Ladislaus erhielten beide ersteren Söhne hälftig Grünberg, die letzteren 1584 Planitz.
    1. Albrecht, († 1563)
    2. Andreas (Ondřej) († 1625)
    3. Georg († 13. November 1592 in Tirol), verheiratet mit Anna z Kunovic. 1587 verkaufte er einige Dörfer, erwarb 1588 einen Teil von Nejdek. Bei der Überbringung einer Botschaft an Erzherzog Ferdinand, brach er sich in Tirol das Genick.
    4. Ferdinand († 1595), war mit Anna von Lobkowicz verheiratet. 1587 erwarb er von Ladislaus die zweite Hälfte von Plánice. Bei einem Anfall von Wahnsinn wollte er sich 1590 umbringen. Bei dem Versuch seiner Mutter, die Selbsttötung zu verhindern, verletzte er sie tödlich. Er wurde gefangen genommen, was seine Frau seelisch nicht überwand und noch im selben Jahr starb.
    5. Ladislaus († 1615), war mit Bohunka von Lobkowicz verheiratet. Nach dem Tod von Georg bekam er Grünberg. Ladislaus starb verarmt, da er 1613 alle Höfe in Erbuntertänigkeit zur Schuldenbegleichung verkaufen musste.
    6. Marie († 1609) klagte vom Ladislaus hälftig Planitz ein. Nach ihrem Tod vererbte sie ihren Besitz an Stephan Georg.

  5. Elise (Eliška) († 1616), seit 1561 verheiratet mit Burggraf Heinrich von Dohna.
  6. Johann († 3. Januar 1578), verheiratet mit Anežka Beřkovská ze Šebířova. Johann verkaufte 1571 Štěchovice und Ostromeče. Von seiner Mutter erbte er einen Teil von Opálky, den er 1572 verkaufte und dafür 1573 Libeř erwarb und gleich 1574 wieder veräußerte. Er war ebenfalls für Erzherzog Ferdinand als Kämmerer tätig, später wurde er zum Hauptmann des Kreises Kouřim (Kaurzim) ernannt. Kurz vor seinem Tod kaufte er noch Otice.
    1. Magdalena († vor 1578)
    2. Elisabeth († 4. Juli 1592), verheiratet mit Arkleb z Kunovic
    3. Adam „der Jüngere“ († 15. Januar 1587), verheiratet mit Magdalena von Liechtenstein. Er wurde zum Kreishauptmann ernannt und starb kinderlos. Konopischt und Otitz fielen an die Schwester Elisabeth.
    4. Karl († vor 1578)
4. Jaroslav III († zwischen 1530 und 1535)
5. Magdalena († 1572), heiratete Johann den Älteren von Schwanberg
6. Bohunka († 3. März 1588) Klostervorsteherin des Klarissen-Klosters in Krumau

## Weitere Sternberg und Sternberg-Manderscheid

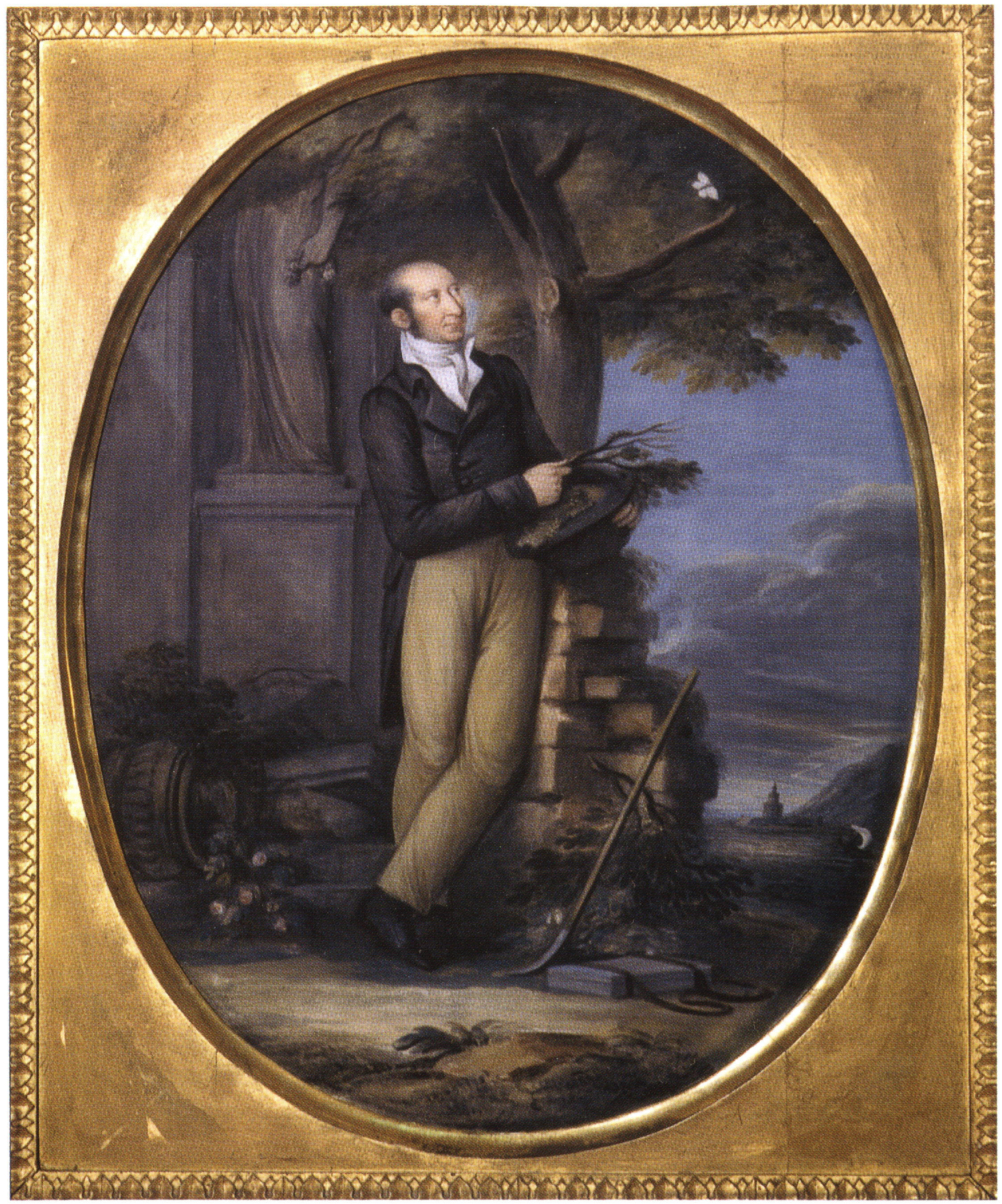
Kaspar Maria von Sternberg (1761–1838), Naturwissenschaftler und Theologe

- Heinrich II. von Sternberg († 1328), von 1324 bis 1328 Fürstbischof des Hochstift Bamberg
- Alesch Sternberg von Sternberg erhält am 10. April 1454 vom König Ladislaus Postumus den Ort Katzow übereignet.
- Jaroslaw Ignaz von Sternberg, Bischof von Leitmeritz an der Elbe.
- Franz Damian Joseph Graf von Sternberg, Fideikommissherr, königlich böhmischer Rat und Landrichter (* Wien 26. Juli 1667; † Czastolowicz 15. Mai 1723) verehelicht mit Maria Josephine von und zu Trauttmannsdorf, (Sohn des Ulrich Adolph Wenzeslaus Graf von Sternberg, Oberstburggraf zu Prag und Gründer der Fideikommissherrschaft Zasmuk und Czastolowitz), Stammvater des älteren Hauses Sternberg-Manderscheid.
- Joachim von Sternberg (1755–1808), Naturforscher und Eisenhütten-Unternehmer in Böhmen; Bruder:
- Kaspar Maria von Sternberg, ein bedeutender Naturwissenschaftler und Theologe (1761–1838), Domkapitular in Regensburg. 1818 gründete er mit seinen Cousins František und Josef das heutige Nationalmuseum in Prag, dem die Sternberg zahlreiche seltene Sammlungen und Bücher überließen. Sein Briefwechsel mit Johann Wolfgang von Goethe wurde veröffentlicht; mit diesem hat er das Böhmische Bergland bereist. Nach ihm ist ein Zwiebelgewächs benannt.
- Franz Joseph Graf von Sternberg-Manderscheid (1763–1830), K.K. Kämmerer und Geheimrat, Oberstkämmerer im Königreich Böhmen, Numismatiker und Kunstmäzen, war Mitbegründer des Nationalmuseums und des patriotischen Vereins der Kunstfreunde (Vorgänger der Nationalgalerie) in Prag.
- Leopold von Sternberg (1811–1899), österreichischer General der Kavallerie.
- Zdeněk Sternberg (* 1923; † 2021) Chef der Familie, Eigentümer von Burg Český Šternberk (Böhmisch Sternberg) und Schloss Březina in Westböhmen. Zdeněk Sternberg war verheiratet mit Elisabeth Sternberg, geb. Hruby von Gelenj.
- Philipp Sternberg (* 1929 in Prag; † 2015 in Ottmarsbocholt (Gemeinde Senden))
- Filip Sternberg (* 1956), Rechtsanwalt in Wien, Sohn des Zdeněk Sternberg und der Elisabeth Sternberg.

Stadtpalais
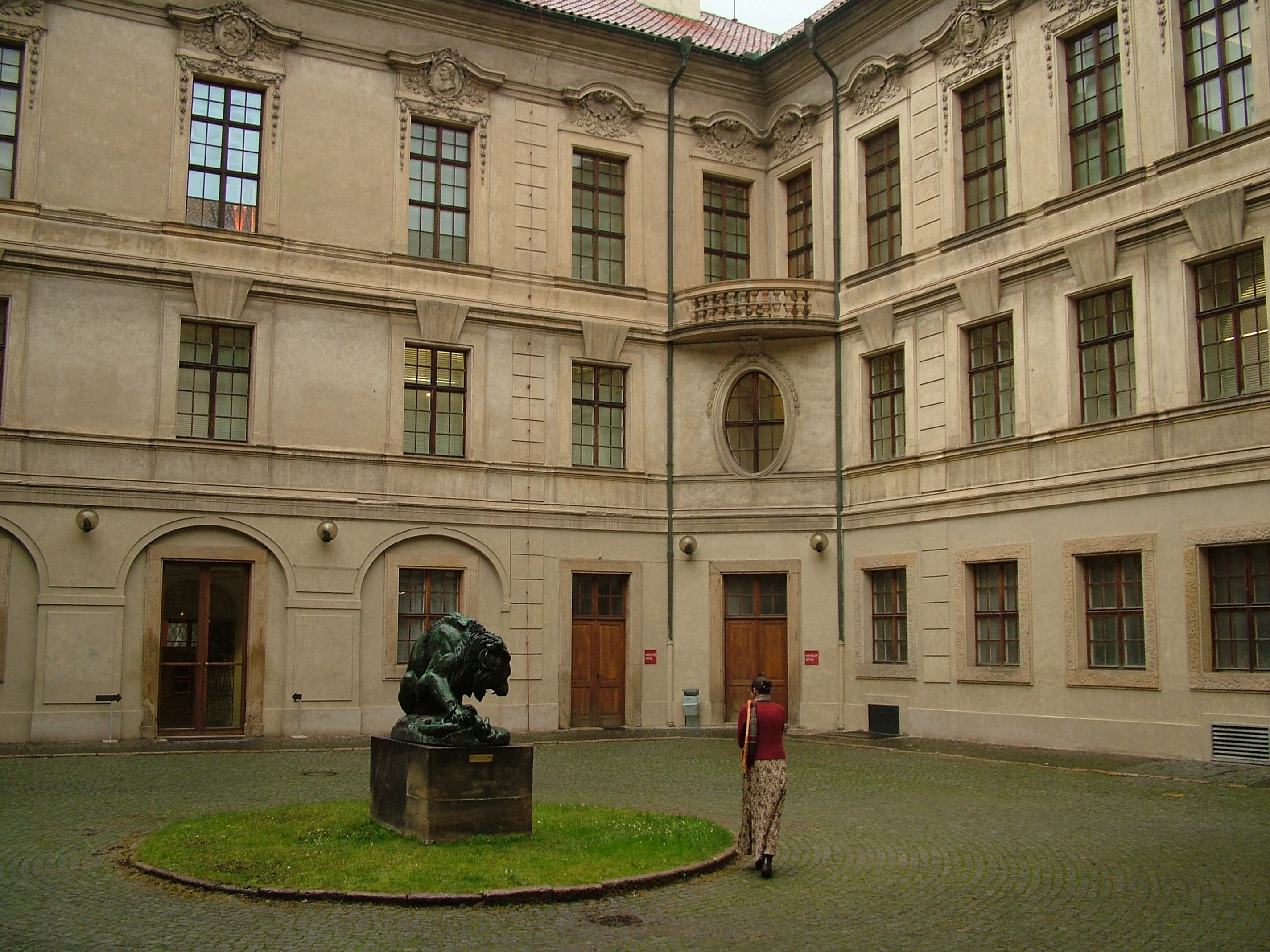
Palais Sternberg auf dem Hradschiner Platz in Prag, heute Teil der Nationalgalerie Prag
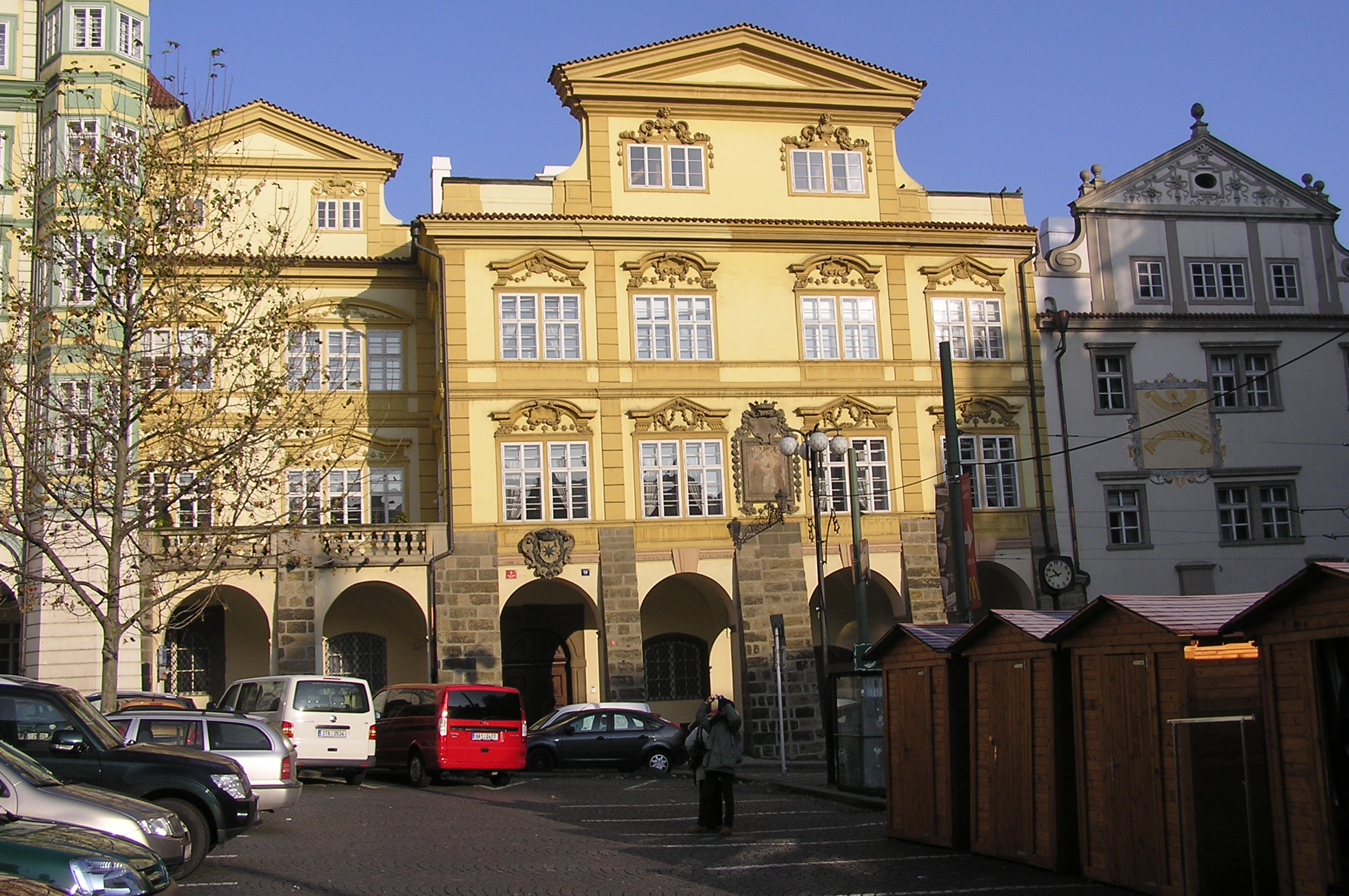
Palais Sternberg auf dem Kleinseitner Ring in Prag
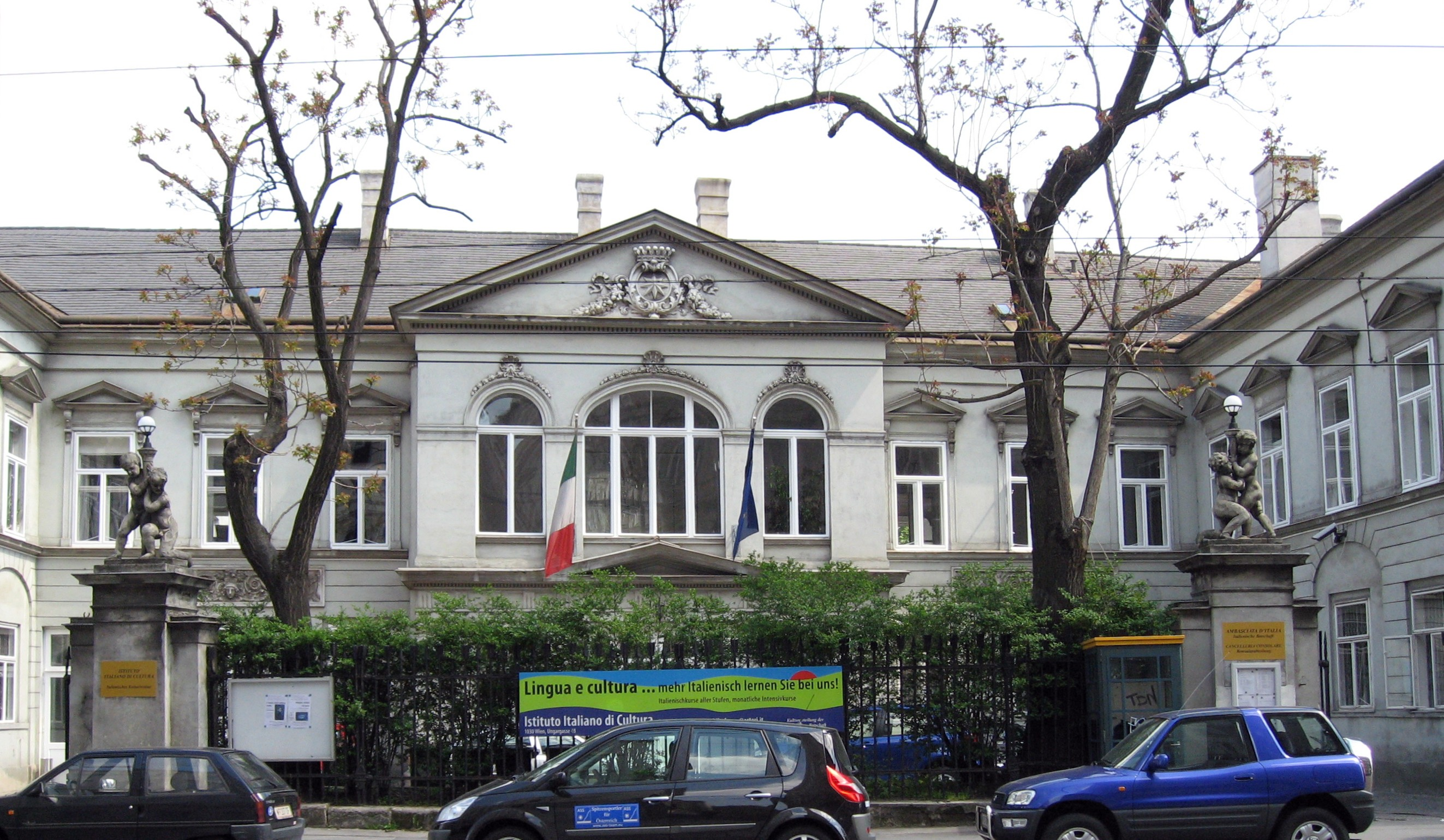
Palais Sternberg in Wien